# Le Départ (film)
Vous lisez un « bon article » labellisé en 2019.
Pour les articles homonymes, voir Le Départ.
Pour plus de détails, voir Fiche technique et Distribution.
Le Départ est un film belge réalisé par le cinéaste polonais Jerzy Skolimowski, sorti en  1967. C'est le premier film du réalisateur tourné hors de Pologne et à l'ouest du rideau de fer. Écrit en un peu plus d'un mois, tourné en quelques semaines avec une équipe réduite, il raconte l'histoire très simple d'un jeune homme qui cherche par tous les moyens possibles une voiture pour participer à un rallye automobile et rencontre durant sa quête une jeune fille.
Le film est d'abord montré dans quelques festivals dont celui de Berlin, où il reçoit l'Ours d'or. Malgré ce prix, il est accueilli en France d'une manière très défavorable lors de sa sortie en salles, car plusieurs critiques le trouvent moins bon que les trois premiers de son auteur. Le Départ est réévalué très positivement par la critique par la suite, notamment à la fin des années 1990 puis au début des années 2010, la presse louant alors de manière presque unanime sa liberté et son inventivité.
Le Départ est une œuvre poétique qui appartient au mouvement de la Nouvelle Vague. Son rythme est remarquablement rapide. La musique, du free jazz composé par le Polonais Krzysztof Komeda, y tient une place prépondérante, s'accordant avec le jeu « physique » très libre de l'acteur Jean-Pierre Léaud. Skolimowski y aborde des thèmes importants de son œuvre que sont la société de consommation et l'aliénation qu'elle entraine ainsi que la jeunesse et, dans un final qui tranche stylistiquement sur le reste du film, l'arrivée à l'âge adulte.

## Synopsis
Marc est un jeune garçon coiffeur passionné par les voitures. Il s'est inscrit à un rallye avec une Porsche 911 S, comptant « emprunter » celle de son patron, mais il découvre que celui-ci a prévu de partir en week-end avec sa voiture le jour de la course. Il tente d'en obtenir une autre en faisant croire à un concessionnaire qu'il est le secrétaire d'un diplomate indien (un de ses amis déguisé en maharadjah) ; puis, avec l'aide de Michèle, une jeune fille qu'il a rencontrée en livrant une perruque, il essaye de vendre divers objets, dont un grand miroir, afin de réunir les fonds nécessaires pour louer une Porsche. Le duo se laisse ensuite enfermer la nuit au Salon de l'automobile, caché dans un coffre de voiture, pour essayer d'y voler d'autres choses, mais ils ne vont pas au bout de cette idée. Marc se rend ensuite à un défilé de maillots de bains pour retrouver une riche cliente d'âge mûr du salon de coiffure qui possède une Porsche. Il envisagé de se prostituer auprès d'elle (elle lui prodigue une fellation par surprise) pour qu'elle lui prête sa voiture ou lui donne de l'argent. Il renonce finalement à ce plan quand il voit que Michèle est allée jusqu'à couper ses longs cheveux pour les vendre afin de trouver l'argent nécessaire, mais il est trop tard dans la journée pour trouver un acheteur. Marc tente néanmoins de louer une voiture en laissant les cheveux en gage mais cela lui est refusé car il a moins de 23 ans. Il essaye ensuite de trouver une Porsche ouverte dans la rue afin de la voler. Quand il y parvient, il finit par abandonner le véhicule après avoir découvert la présence d'un chien à bord.
Il revient finalement mettre la camionnette qu'il conduisait dans le garage de son patron. Il n'a plus d'espoir de trouver une voiture et monte au salon avec Michèle où il lui décrit son « rôle » de garçon coiffeur. Mais il voit soudain son patron rentrer plus tôt de son week-end, ce qui lui permet de prendre sa voiture comme prévu initialement.
Marc persuade Michèle de s'improviser copilote et ils prennent une chambre d'hôtel près du lieu du rallye. Ils se font passer pour deux jeunes filles : il porte les couettes coupées de Michèle et un chapeau, elle arbore une perruque qu'il a volée au salon de coiffure. Il veut dormir sur le sol mais elle le fait venir à ses côtés sur le lit pour regarder des diapositives de sa carrière d'enfant-mannequin. Elle s'endort ensuite toute habillée et, après une hésitation, Marc se penche sur elle pour embrasser sa main. Il reste ensuite assis sur le lit à réfléchir. Au matin, elle est réveillée par le bruit des voitures du rallye auquel Marc n'est pas allé. Elle panique, s'écrie qu'il ne s'est pas réveillé. Il ne répond pas. Il est réveillé, déjà habillé, il n'a pas l'air inquiet. Il va à la salle de bain, sort en essuyant de l'eau ou des larmes sur son visage. Il lui dit qu'il faut partir, il tire le drap sous lequel elle se trouve, et a la surprise de la voir nue. Il détourne tout de suite les yeux puis la regarde à nouveau.
Le film se clôt, sans générique de fin, sur le visage de Marc, et la pellicule se consume comme précédemment une des diapositives de Michèle qui était restée trop longtemps sur le projecteur.

## Fiche technique
Sauf indication contraire, les informations mentionnées dans cette section peuvent être confirmées par les bases de données cinématographiques IMDb et Allociné,  présentes dans la section « Liens externes ».
- Titre original : Le Départ
- Réalisation : Jerzy Skolimowski
- Scénario : Andrzej Kostenko, Jerzy Skolimowski
- Musique : Krzysztof Komeda (voir détails)
- Photographie : Willy Kurant
- Son : Philip Cape
- Montage : Bob Wade
- Production : Bronka Ricquier
- Société de production : Elisabeth Films
- Sociétés de distribution : Elisabeth Films (Belgique), Constantin Film (Allemagne), Pathé Contemporary Films (États-Unis), Malavida Films (France, reprise)
- Budget : 4 millions de francs belges[4]
- Pays de production :  Belgique
- Langue originale : français
- Format : noir et blanc - 1,66:1 - 35 mm (Eastman Double-X 5222, 4-X 5224) - son mono
- Genre : comédie
- Durée : 93 minutes
- Dates de sortie : 
  - Allemagne de l'Ouest : juin 1967 (Festival de Berlin), 13 octobre 1967 (sortie nationale)
  - États-Unis : 22 septembre 1967 (Festival New York)
  - France : 6 décembre 1967 (sortie nationale), 7 septembre 2011 (reprise en DCP ré-étalonné)[4], 21 novembre 2018 (reprise en version restaurée) [5]
  - DVD : un DVD d'après la copie ré-étalonnée est sorti en France le 15 juillet 2012[6]

## Distribution
Sauf indication contraire, les informations mentionnées dans cette section peuvent être confirmées par les bases de données cinématographiques IMDb et Allociné,  présentes dans la section « Liens externes ».
- Jean-Pierre Léaud : Marc
- Catherine Duport : Michèle
- Paul Roland : le patron du salon de coiffure
- Bernard Graczyk : le collègue du salon de coiffure
- Jacqueline Bir : la cliente du salon de coiffure
- Lucien Charbonnier : le vendeur de saucisses
- Léon Dony : le vendeur de voitures
- John Dobrynine : l'ami de Marc déguisé en maharadjah
- Georges Aubrey
- Marthe Dugard
- Maxane
- Jacques Courtois
- Paul Frère : lui-même
- Paul Delrivière : lui-même

## Production

### Projet et scénario

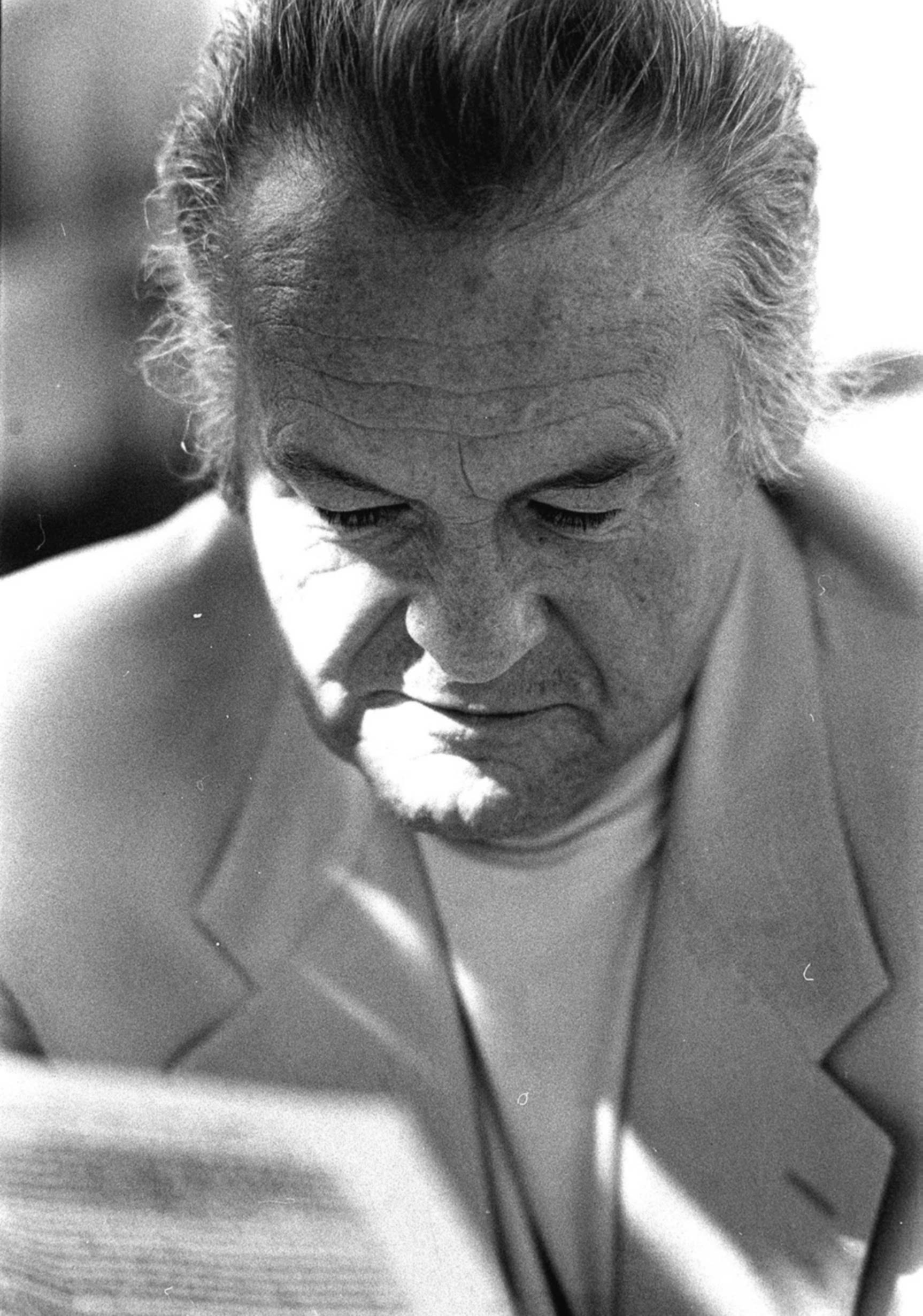
Jerzy Skolimowski (ici en 2010).

Le projet de ce film nait dans « une période d'échanges sans précédent entre l'Europe de l'Ouest et celle de l'Est » où les artistes peuvent voyager relativement facilement de l'une à l'autre. Il est clair qu'il n'aurait pu exister sans le succès des films précédents du réalisateur, Signe particulier : néant, Walkower et La Barrière. C'est lors d'une présentation de La Barrière que Jerzy Skolimowski est contacté par des producteurs néerlandais pour réaliser un film à l'ouest du rideau de fer. Il demande à Bronka Ricquier (née Bronka Abramson), une Belge d'origine polonaise, très cinéphile, de servir d'interprète. Les négociations avec les producteurs néerlandais n'avançant pas, elle finit par lui déclarer que cela ne mènera à rien et lui propose de produire le film elle-même. Il sera financé entièrement par elle et son mari, un riche éditeur de magazines automobiles (les éditions Jaric), et tourné en Belgique, avec un budget de 4 millions de francs belges,.
Jerzy Skolimowski accepte la proposition et propose à Bronka Ricquier le scénario d'un film intitulé Le Dépotoir qui raconterait l'histoire d'un planeur polonais qui se pose sur un immense champ d'ordures et des trois personnages qui s'y trouvent, personne ne parlant la même langue. La productrice est conquise par l'idée et Skolimowski retourne écrire en Pologne. Cependant, après un mois de travail, Skolimowski et son coscénariste, Andrzej Kostenko, doivent admettre qu'ils se trouvent dans une impasse scénaristique car l'histoire est « extrêmement ennuyeuse ». Le réalisateur imagine tout d'abord rembourser l'avance versée par Bronka Riquier mais ni lui ni Kostenko ne veulent laisser passer l'occasion de travailler à l'étranger. Une nouvelle idée leur vient et ils débutent un scénario de secours, celui du Départ. Les délais impartis par Bronka Ricquier étant écoulés, elle exige que Skolimowski lui amène le scénario à Bruxelles. C'est Andrzej Kostenko qui s'y rend, Jerzy Skolimowski étant retenu par un festival. Bronka Riquier est dans un premier temps très en colère, mais elle accepte le nouveau scénario. Elle leur accorde un mois pour en terminer l'écriture, en leur demandant de résider à Bruxelles pour terminer le travail. Le scénario du Départ est donc écrit presque en un mois, alors que le réalisateur et le scénariste se trouvent dans une chambre d'un hôtel bruxellois et donnent chaque jour, par l’entrebâillement de la porte, les nouvelles pages du script à la productrice. Cette façon d'écrire, en travaillant de manière très fractionnée, explique, selon Jerzy Skolimowski, que le film soit essentiellement constitué de petits sketchs.

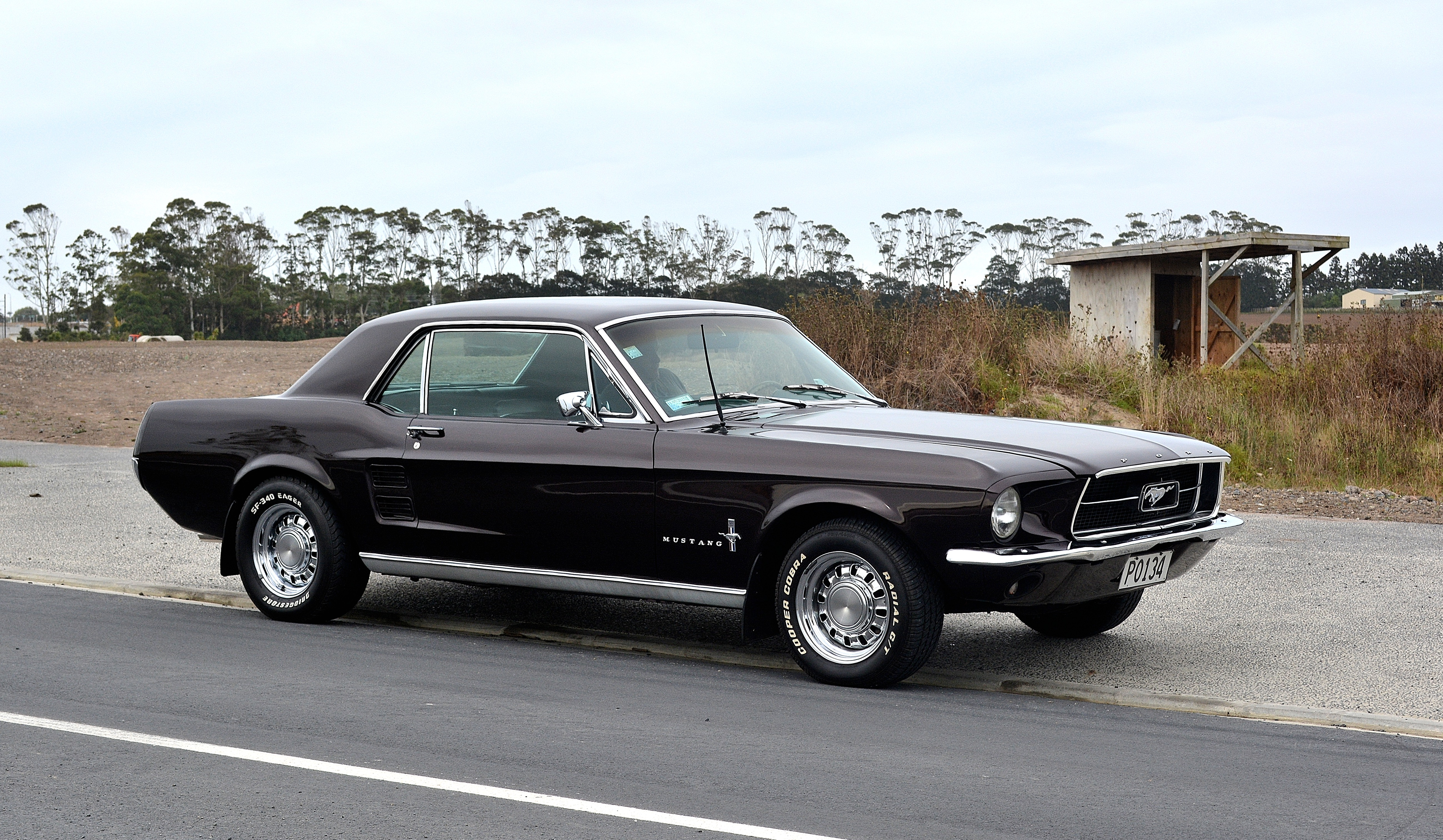
Une Ford Mustang. Une voiture de ce type est le salaire de Jerzy Skolimowski sur ce film.

Bronka Ricquier se charge par la suite de parfaire la traduction du scénario, étant très sensible aux nuances de la langue polonaise. Skolimowski et Kostenko ne sont pas rémunérés par un salaire mais en nature : avec une Ford Mustang pour le premier, et une caravane pour le second.
Il semble que Film Polski, institut d'État qui durant la période communiste « monopolisait les contacts entre les représentants polonais et les industries cinématographiques étrangères », ait joué un rôle dans la production du film mais il est impossible de déterminer lequel, ses archives ne contenant rien sur Le Départ. D'après Skolimowski, les fonds et la logistique proviendraient exclusivement de l'Ouest.

### Casting et composition de l'équipe
C'est après avoir vu Masculin féminin de Jean-Luc Godard que Skolimowski a l'idée d'engager Catherine Duport et Jean-Pierre Léaud comme les acteurs principaux du film, considérant que le fait qu'ils ont déjà tourné ensemble faciliterait leur travail. Jean-Pierre Léaud étant libre, il semble qu'il ne soit pas difficile de le convaincre de tourner dans ce film, notamment parce que Jean-Luc Godard lui aurait vanté le cinéma de Jerzy Skolimowski. Sa participation, alors qu'il est déjà connu pour ses rôles chez François Truffaut et Jean-Luc Godard est, selon la presse polonaise, la marque du succès international de Skolimowski. Les autres acteurs du film sont français ou belges car le film se tourne en français.
Le réalisateur reprend aussi le chef-opérateur de Masculin féminin, Willy Kurant, qu'il considère comme « une figure légendaire » depuis sa collaboration avec Orson Welles sur The Deep. Kurant, contacté par l'entremise de Bronka Ricquier, a aussi pour avantage de parler la langue russe : comme l'écrit Serge Daney, « Skolimowski ne parle pas belge », ni anglais ni allemand.
Tout comme Willy Kurant, l'ingénieur du son, Philip Cape, est issu du reportage ; ils ont d'ailleurs travaillé ensemble sur l'émission Cinq colonnes à la une lors d'un tournage au mont Athos. Le chef opérateur ne  dispose pour l'équipe lumière de ce film que d'un électricien et d'un machiniste. Ce dernier est un ancien catcheur qui a déjà travaillé avec Kurant, lequel l'a fait venir de Paris. Ce passé de catcheur plaît à Skolimowski qui a pratiqué la boxe. Le coscénariste du film, Andrzej Kostenko, fait fonction d'assistant caméra. Enfin, le compositeur Krzysztof Komeda est présent sur toute la durée du tournage, où il sert d'interprète.

### Tournage

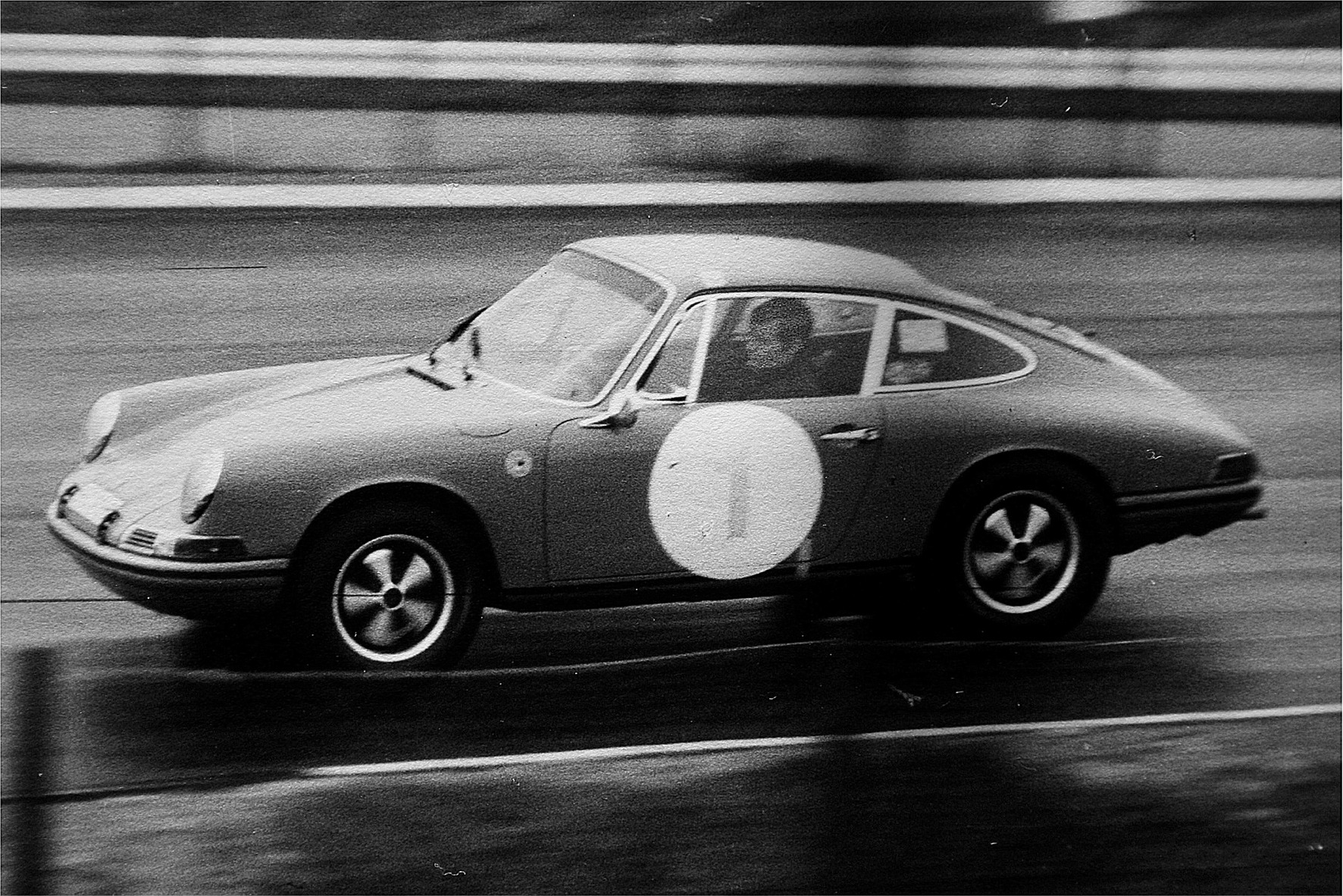
Une Porsche 911 en pleine course.

C'est le premier film que Skolimowski tourne à l'ouest du rideau de fer. Le fait qu'il travaille, avec Andrzej Kostenko, en collaboration avec des techniciens de l'Ouest, malgré des difficultés de communication, ne semble poser que peu de problèmes. Le tournage se fait dans une bonne ambiance, l'équipe (relativement réduite) étant assez soudée. Skolimowski déclarera que le fait de savoir comment mettre la caméra au bon endroit avant de tourner est un problème si difficile qu'il est le même dans n'importe quel pays. Il considère que le budget du film est faible par rapport aux standards de l'époque, mais comme il a l'habitude, en Pologne, de tourner avec peu d'argent, il semble que cela ne pose pas de problèmes particuliers. Le tournage débute le 26 janvier 1967 et dure 27 jours. Le son est pris en son témoin. La caméra utilisée est un Caméflex, c'est-à-dire une caméra reflex 35 mm portable, dont le magasin peut contenir environ quatre minutes de pellicule. Le film n'a pas de découpage précis, selon Willy Kurant, qui jugera qu'il a été fait « comme du Pop Art ».
Pour diriger Jean-Pierre Léaud, Jerzy Skolimowski, qui ne parle pas français, joue l'action en simulant le dialogue par un « blablabla », à charge pour l'acteur de reproduire les mouvements du réalisateur. Jean-Pierre Léaud se montre par ailleurs très inventif, Skolimowski devant, de son propre aveu, chercher des idées pour mettre en scène les trouvailles que le Français apporte.
Le film bénéficie du prêt de deux voitures par Porsche. Sous l'une d'elles, a été soudé un plateau sur lequel se tient l'opérateur afin de faire des plans sur Jean-Pierre Léaud en train de conduire vu depuis l'extérieur. Ce dispositif ne laisse de place que pour une seule personne, ce qui oblige Willy Kurant à faire la mise au point lui-même. Ce n'est pas Jean-Pierre Léaud qui conduit et les bras visibles sont ceux d'un champion automobile sur qui l'acteur est assis : Paul Frère, qui joue aussi son rôle dans une séquence du film.
La scène de bagarre n'est pas chorégraphiée, c'est l'électricien du film qui se bat avec Léaud. Willy Kurant utilise son expérience en tant qu'opérateur d'actualités pour arriver à suivre leurs mouvements. Pour les passages de voiture de loin, il libère la tête de la caméra de façon qu'elle tourne très facilement et la fait pivoter à toute vitesse pour donner un effet de filage très rapide.

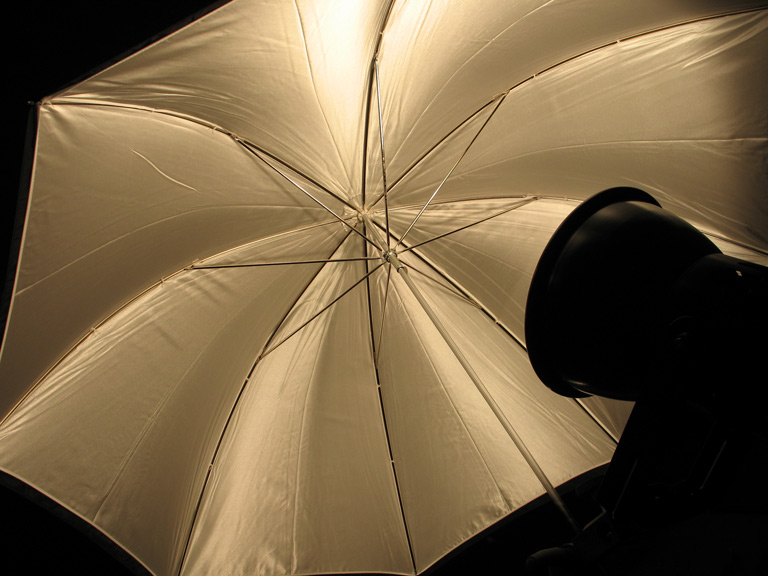
Parapluie de photographe.

Pour la lumière, Willy Kurant opte pour un système « souple » en éclairant un parapluie de photographe, ce qui permet d'avoir « une lumière décroissante avec un certain volume ». La séquence du début du film, dans le garage, est tournée avec une petite lampe fixée au plafond. Les séquences de nuit du Salon de l'automobile de Bruxelles sont filmées en 500 asa, sans surdéveloppement. La scène où Michèle et Marc discutent cachés dans un coffre est réalisée dans le vrai coffre de la voiture avec des rajouts de petites lampes pour l'éclairage. La voiture coupée dans le sens de la longueur où Marc et Michèle sont assis, chacun d'un côté, et qui s'ouvre et se ferme, les faisant s'éloigner puis se rapprocher doucement, est un véritable modèle exposé ; il est décidé « sur le vif » de s'en servir, en rajoutant quelques lumières,. Sur l'ensemble du film, Kurant a recherché un noir et blanc très contrasté pour éviter le côté « grisâtre » que peut avoir le noir et blanc lorsqu'il est utilisé par les opérateurs d'actualité qui doivent tourner très rapidement. Il demande donc un développement spécial de la pellicule : neuf minutes de développement au lieu de six, pour faire monter le contraste et éliminer le gris. Mais le tirage étant raté, les premières copies du film sont très grises, notamment celle présentée lors du festival de Berlin.
Andrzej Kostenko, le coscénariste du film, assiste Willy Kurant à l'image et se charge de tourner certaines scènes lorsque le chef opérateur quitte le tournage une fois son contrat terminé : il s'agit de séquences où on voit la voiture rouler, de la scène du miroir dans la rue et de celle où Marc s'allonge sur les rails d'un tramway qui bifurque au dernier moment.
La casse du miroir que portent Marc et Michèle est accidentelle, ce qui pose alors problème car le budget ne permet pas d'en racheter un autre.
Il n'était pas prévu, au tournage, que le dernier plan du film soit une image où la pellicule prend feu, mais le réalisateur demande à Willy Kurant de tourner ce gros plan de Jean-Pierre Léaud avec un magasin plein, ce qui permet un plan de quatre minutes.

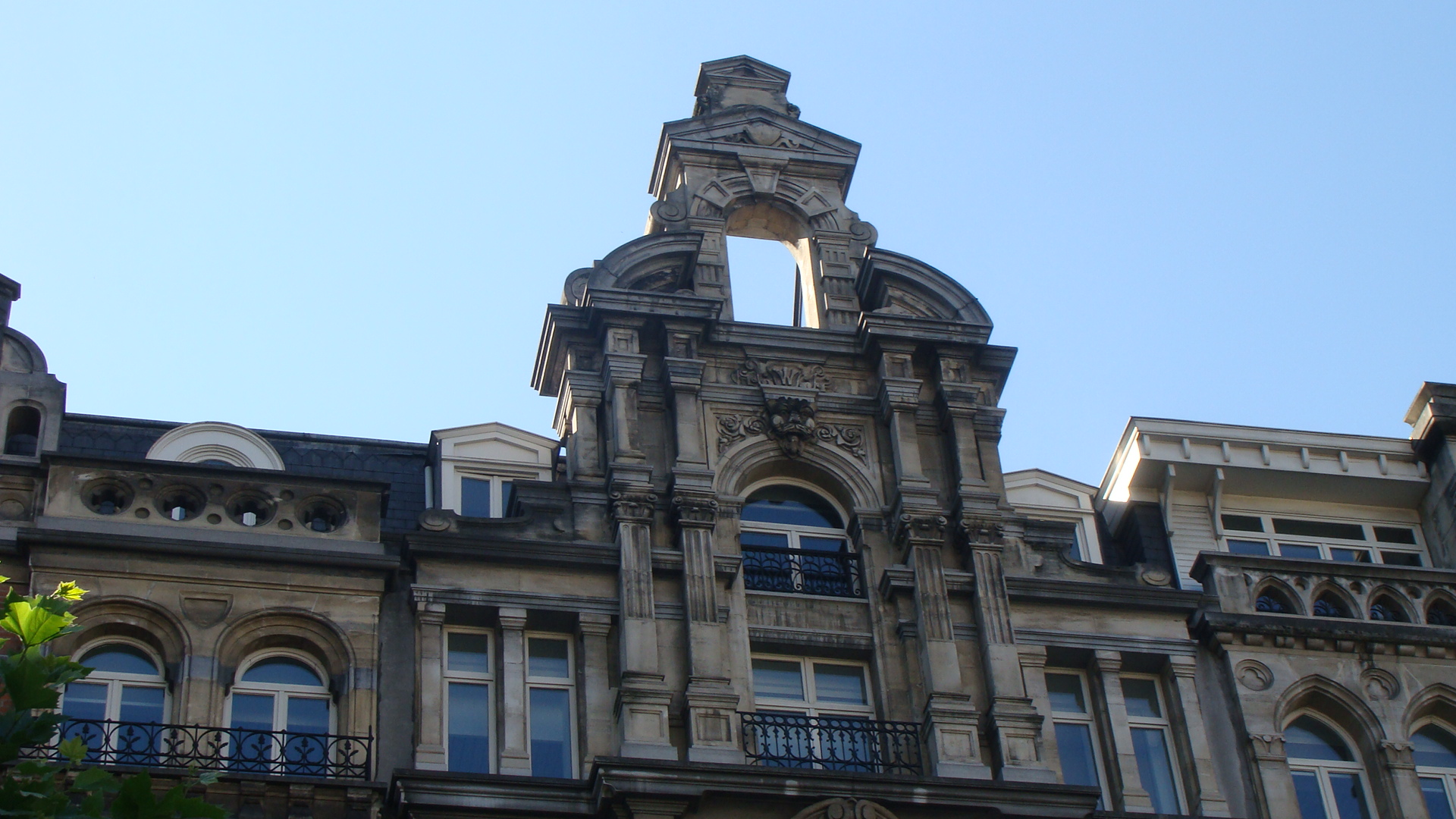
Détail de la place de Brouckère.

Le Départ a été entièrement tourné à Bruxelles et dans ses environs. Les lieux de tournages sont souvent des endroits anodins, des souterrains, des passages piétons… Beaucoup de scènes sont en extérieurs, mais le film ne montre pas de lieux caractéristiques de la ville : Serge Daney souligne par exemple qu'on ne reconnaît pas immédiatement la place de Brouckère, importante place de Bruxelles tandis que Michel Ciment parle d'une Belgique « méconnaissable ».
Les séquences de jour du Salon de l'automobile de Bruxelles sont pour Willy Kurant des scènes « de reportage total ». Elles sont filmées à l'intérieur du véritable salon grâce aux relations dans le milieu de l'automobile du mari de la productrice, Jacques Ricquier. Kurant affirme les avoir tournées avec « une caméra, un zoom, un pied ». En dehors du personnage âgé qui fait un malaise dans une voiture et est emporté (sans doute mort ?) par une (fausse) équipe médicale, les « figurants » sont les véritables visiteurs du salon. L'un d'eux, gêné d'être filmé, s'est approché de l'équipe de manière agressive, mais voyant Jerzy Skolimowski et le machiniste, ancien catcheur, se mettre en position de combat, il a rebroussé chemin ; en dehors de cet incident, les visiteurs du salon n'ont pas semblé gênés par ce tournage. La séquence du défilé de maillots de bain est aussi filmée « sur le vif », l'équipe du film ayant travaillé pendant un véritable défilé de mode.

### Post-production et musique

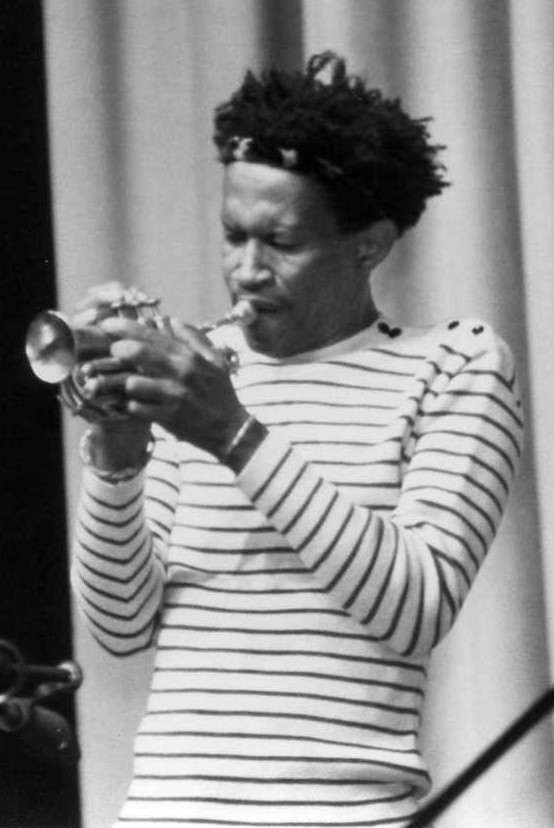
Don Cherry (ici en 1987) à la trompette de poche.

Le montage du film se fait très rapidement. C'est lors de cette étape que Skolimowski a l'idée de montrer le bris du miroir en vitesse inversée comme s'il se reconstituait.
Le Départ, tourné en son témoin, est post-synchronisé par la suite. Jean-Pierre Léaud en profite pour changer son dialogue, ce qui fait perdre la synchronisation labiale, chose que le réalisateur repère difficilement puisqu'il ne parle pas français.
La musique du film, « pratiquement omniprésente » selon Thierry Jousse, a été composée après le tournage. La Nouvelle Vague est une période de renouveau de la musique de film, ses jeunes réalisateurs travaillant avec des compositeurs de leur âge. Ce film fait partie des quelques-uns qui ont utilisé le jazz, comme Ascenseur pour l'échafaud avec la musique de Miles Davis ou À bout de souffle avec celle de Martial Solal. Skolimowski connait Krzysztof Komeda depuis les années 1950, quand il a travaillé à l'éclairage de ses concerts, et entretient avec ce musicien « une grande proximité ». Il travaille avec lui d'une manière très particulière : il lui montre un premier montage du film, en essayant de décrire ses émotions par des fredonnements ou des modulations sonores. Le musicien prend en notes ou enregistre au magnétophone cette séance dont il s'inspire pour composer, en travaillant avec le rythme de la scène.
La musique est enregistrée à Paris avec des jazzmen célèbres, considérés comme parmi « les plus inventifs » de cette époque : Don Cherry et Gato Barbieri, Jaques Pelzer, accompagnés entre autres par les Français Luis Fuentes, Jacques Thollot, Jean-François Jenny-Clark ou Eddy Louiss. Certains d'entre eux n'avaient jamais entendu parler de Komeda et le découvrent à cette occasion mais il semble que cette collaboration a permis aussi bien de garder la cohérence de l'écriture du compositeur que d'inclure les apports de ces musiciens à forte personnalité.
Le montage de la musique se fait en collaboration avec le compositeur. Skolimowski a une grande confiance en Komeda avec qui il expérimente les raccords les plus libres entre le son et l'image. Komeda est par ailleurs présent au mixage du film. En effet, contrairement par exemple à Jean-Luc Godard qui commande des musiques à ses compositeurs sans donner trop d'instructions ni demander comment placer les morceaux, Skolimowski laisse Komeda prendre en charge la presque totalité de la bande son, s'affranchissant des contraintes liées au son, qu'il soit direct ou bruité.
Bande originale :
- Composition : Krzysztof Komeda (crédité sous le nom de K.T. Komeda)
- Arrangements : François Rauber
- Saxophone ténor : Gato Barbieri
- Trombone: Luis Fuentes
- Batterie : Jacques Thollot
- Contrebasse : Jean-François Jenny-Clark
- Piano : Eddy Louiss, Krzysztof Komeda et René Urtreger
- Trompette de poche : Don Cherry
- Guitare : Philip Catherine
- La chanson du générique de début, intitulée Le Départ, est interprétée par Christiane Legrand. Les paroles ont été écrites par Jerzy Skolimowski en polonais, puis traduites en français ; la musique est de Komeda[28].

## Accueil

### Distinctions
- Berlinale 1967 : Ours d'or[29] et Prix UNICRIT de la critique
Jerzy Skolimowski ne peut se rendre à la remise du prix à Berlin, les autorités communistes l'en empêchant. C'est la productrice du film, Bronka Ricquier, qui le reçoit à sa place[11].
- Festival New York 1967 : sélection officielle

### Accueil critique

#### Dans le monde occidental

##### Lors de sa sortie initiale (1967-1968)
Le film est projeté pendant le Festival de Cannes en 1967 (où il n'est dans aucune sélection), puis en sélection au festival de Berlin et à celui de New York, et sort en salles à la fin de l'année. L'accueil critique est souvent sévère, même si certains textes sont plus mesurés voire laudatifs.
Le rythme du film horripile certains, comme Le Canard enchaîné, qui le classe dans la catégorie « Les films qu'on peut ne pas voir », le trouvant « exténuant » et le qualifiant de « cinéma d'agitation ». Il note, comme Positif, que le film a plu à Marguerite Duras à Cannes et ironise sur ce point : « Il a transporté d'enthousiasme Marguerite Duras. Vous voilà prévenus… »
Une autre critique des plus dures est celle de Michel Perez dans le magazine Positif à la suite du festival de Berlin,. Il trouve le film « déplaisant », Skolimowski s'intéressant plus à sa façon de dire les choses qu'à ce qu'il a à dire. Si les trouvailles visuelles sont nombreuses, la forme et l'apparence ont trop d'importance dans le film, ce qui rapproche Skolimowski de certains « snobismes occidentaux » et des trop nombreux films qui privilégient les afféteries de mise en scène sortis dans la décennie précédente,. Le critique conclut en expliquant qu'il préfère Cul-de-sac (Ours d'or à Berlin en 1966) de Roman Polanski, lui aussi polonais : Polanski a plus de « rage » tandis que Skolimowski serait « démissionnaire ». La recherche des effets de mise en scène rebute aussi d'autres critiques, comme ceux de L'Express ou de Combat, pour qui Skolimowski est un « virtuose de la gratuité ». Dans un texte particulièrement virulent, seule l'image de Willy Kurant trouve grâce aux yeux du critique, désespéré par la vision de la jeunesse que donne le film, où Léaud surjoue et dont la bande son est « un supplice permanent », en particulier la chanson « insipide et inopportune » que chante Christiane Legrand.
Le Départ souffre souvent d'être comparé aux films précédents de son auteur. Au festival de New York, Bosley Crowther, pour le New York Times ne voit dans le film qu'une « comédie conventionnelle de la Nouvelle Vague » et ne lui consacre que quelques lignes quand il vante dans un long paragraphe les qualités de La Barrière, présenté dans la même sélection. Encore plus déçu par l'évolution des films de Jerzy Skolimowski, Jacques Aumont, dans les Cahiers du cinéma au moment de la sortie du film, considère que la rencontre entre Skolimowski et Léaud a fait disparaître le talent des deux artistes, comme une réaction chimique qui, si elle crée un « considérable dégagement d'énergie » ne laisse que « quelques résidus » des éléments de départ. L'acteur est « en roue libre » tandis que le réalisateur montre pour la première fois « un héros auquel on ne puisse pas l'assimiler ». Pour La Croix aussi, le cinéma de Skolimowski s'est affadi en passant à l'Ouest, le critique n'adhérant qu'au dénouement du film.
Cet affadissement est aussi déploré par Jean de Baroncelli dans Le Monde qui ne cache pas sa « déception » car ce film « plus lisible » et « plus aimable » que les précédents est aussi pour lui « plus mince ». Il trouve que l'interprétation « délirante » de l'acteur principal « finit paradoxalement par devenir conventionnelle ». Pour Serge Daney, dans les Cahiers du cinéma, Le Départ est « moins audacieux que La Barrière, moins souverain que Walkower ». Il explique cela notamment par le fait que les dialogues ne sont pas aussi bons que dans les films précédents et que la photo de Willy Kurant est « un peu sale » (mais il n'a vu que la copie « ratée » du festival de Berlin). Néanmoins, Baroncelli tout comme Daney sont plus nuancés que les critiques précédents. Si tous deux notent la « gratuité » du film (Serge Daney parle d'un « film pour rien »), ils s'accordent aussi sur le fait que Skolimowski est un raconteur d'histoire brillant,. Daney prend pour exemple le dénouement de l'intrigue auquel on ne s'attend pas (alors que selon lui, c'est la seule fin possible) et la séquence où Marc et son ami se font passer pour un maharadjah et son secrétaire : même si on comprend assez vite que ce sont les personnages du film déguisés, le spectateur croit « ne serait-ce que quelques secondes » à l'existence du maharadjah. C'est cette façon de rendre crédible cet épisode qui permet à Skolimowski de pratiquer la dérision, le fait d'obtenir la « crédulité de son auditoire » l'autorisant ensuite à se moquer de ce qu'il raconte. Jerzy Skolimowski prouve ainsi qu'il est capable de réussir à peu près n'importe quel film, y compris commercial.
Cette capacité d'adaptation est ce qui inquiète Marcel Martin, dans Cinéma 68 : elle empêche de définir la véritable personnalité du réalisateur. Néanmoins il fait partie des quelques critiques qui livrent une critique enthousiaste du film. Il s'attache à la modernité de l'acteur Jean-Pierre Léaud et affirme que si le film peut sembler plus sage que les œuvres précédentes de son auteur, ce n'est qu'un  vernis souvent détruit par les « accès de fièvre » de l'acteur.
Parmi les autres critiques positives se trouve celle du journal belge Le Soir qui vante la « fantaisie » et la « loufoquerie » du film, ou Le Figaro en France pour qui Jean-Pierre Léaud n'a jamais l'air de jouer mais « d'inventer ses répliques au fur et à mesure ». La revue britannique Sight and Sound, si elle regrette de ne pas retrouver dans Le Départ la « fascination compulsive » présente dans La Barrière, lui met néanmoins la note de deux étoiles sur trois possibles, jugeant que ce film, sous influence godardienne, est drôle et plein d'esprit.
Howard Thompson, pour le New York Times, à l'inverse de son collègue Bosley Crowther dans sa chronique du festival de New York quelques jours plus tard, est enchanté par le film. La comparaison avec les œuvres précédentes de Skolimowski est cette fois à l'avantage du Départ, ses deux premiers films étant pour le critique « intéressants mais assez amorphes ». Il aime l'inventivité, la fraicheur, la simplicité de cette comédie. Il compare la spontanéité du film à celle de Mack Sennett et trouve qu'elle s'incarne à merveille dans le jeu de Jean-Pierre Léaud. Il apprécie particulièrement la séquence dans la voiture avec la cliente du salon de coiffure, qui est selon lui la scène plus drôle du film, tout comme il aime la nuit au salon de l'auto et la manière dont la musique y évolue pour accompagner les relations entre Michèle et Marc. Il conclut en écrivant que le Départ est « droit et vrai, drôle et obsédant, ».

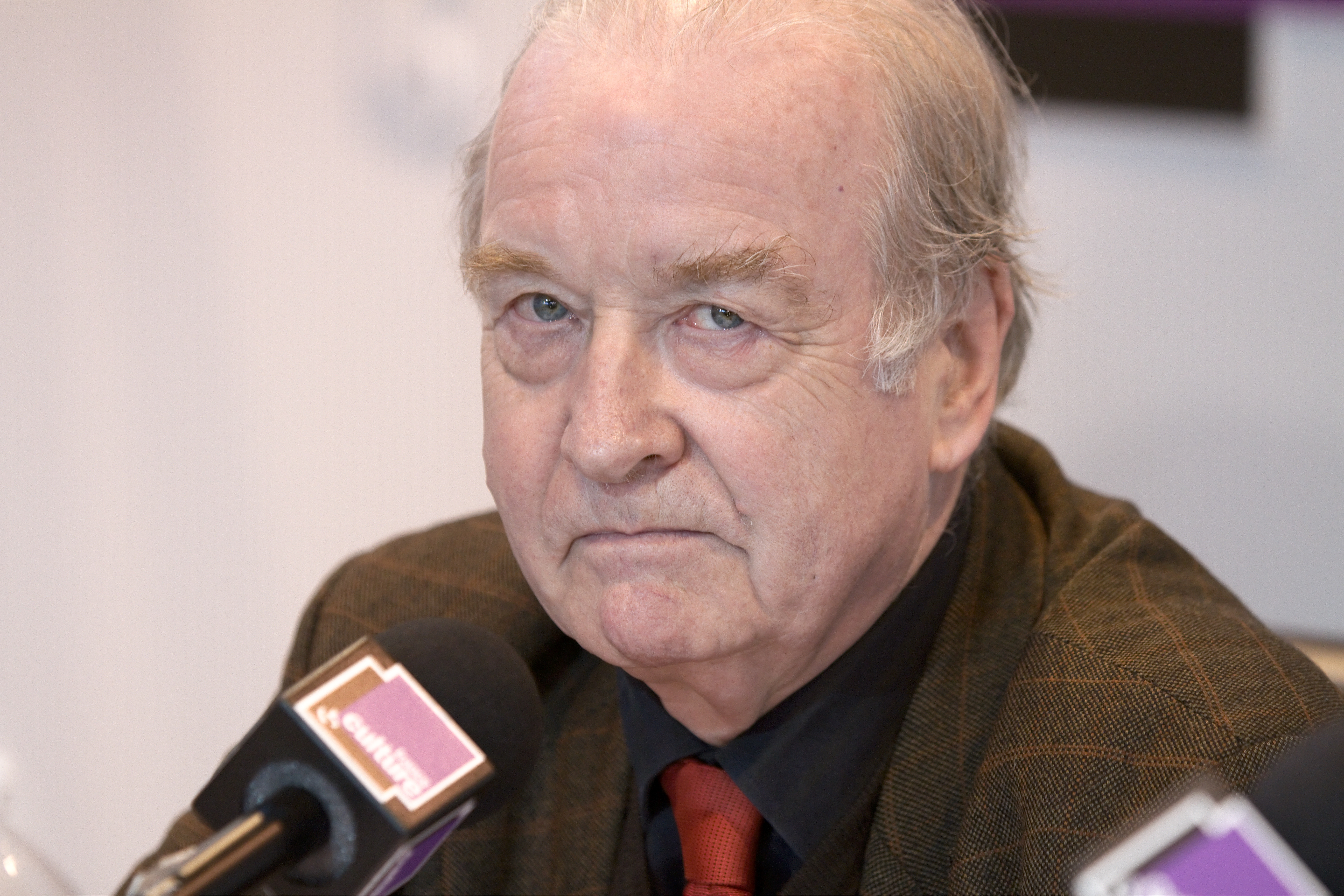
Michel Ciment, ici en 2010, un des rares critiques à avoir apprécié le film dès 1967.

Pour Luc Moullet, qui écrit dans les Cahiers du cinéma à la suite du festival de Cannes, c'est précisément la gratuité du film, qui lui est tant reprochée par ailleurs, qui en fait la valeur et même « l'œuvre la plus neuve et la plus importante à Cannes ». Il souligne qu'il s'agit d'un « pur divertissement », « sans aucun thème intéressant qui soit traité sérieusement », ce qui ne semble pas lui poser problème. Car c'est pour lui le premier film conçu tout entier pour Jean-Pierre Léaud, et mené uniquement par son jeu. Il voit en l'acteur le seul digne successeur de Charlie Chaplin et juge que l'histoire est si débarrassée de tout souci de vraisemblance que c'est ce caractère invraisemblable qui donne le ton du film : les scènes qui nous sont présentées étant encore plus fortes, plus « abruptes », d'être détachées de l'intrigue ou de la psychologie.
Dans Télérama, sous la plume de Jean Collet, c'est un film qui, « mine de rien », porte en lui la compréhension profonde du mal-être des jeunes de cette époque, sur lequel il permet d'apprendre beaucoup. Jerzy Skolimowski sait faire entendre la « rumination obsessionnelle » du personnage de Marc qui perd sa vie en travaillant au salon de coiffure et dont la violence intérieure ne peut s'exprimer qu'au volant d'une voiture. Pour Collet, par sa manière de faire incarner dans les objets les difficultés que ressent son personnage, le réalisateur prouve avec ce film qu'il est un « grand, un très grand poète ».
Enfin la critique de Michel Ciment dans Positif lors de la sortie du film est extrêmement enthousiaste : il juge qu'il s'agit d'une « réussite exceptionnelle » et loue l'inventivité du réalisateur polonais. Il juge qu'on retrouve la liberté de construction de ses précédents films et qu'il s'agit d'un « décrassage salutaire pour ceux que La Barrière avait consternés ». Il est erroné selon lui de ne voir dans Le Départ qu'un exercice de style car sa superficialité ne l'empêche pas d'exprimer « un désarroi profond sous les apparences humoristiques ou échevelées ».

##### Lors des reprises

###### Année 1972
Le film commence à être réévalué lors d'une reprise en 1972, à la lumière du premier vrai succès critique et public de Skolimowski à l'Ouest, Deep End, sorti en 1971. Les Lettres françaises voient dans les deux films « la même jeunesse à la recherche de valeurs ». Le Départ serait la version drolatique de Deep End, à moins que ce ne soit Deep End qui soit la dramatisation du Départ. L'article souligne que le film « n'a pas eu en son heure le succès mérité » et espère qu'il attirera cette fois-ci plus de public. Selon L'Express, qui faisait partie des détracteurs du Départ en 1967, le trouvant poseur et en mal de sincérité, en 1972 « sous l'humour narquois, perce le désarroi très moderne de l'auteur de Deep End. »

###### De 1998 à nos jours
Lors des reprises françaises de 1998 et 2011, les critiques deviennent véritablement enthousiastes. Même si la plupart des textes soulignent toujours combien l'argument du film est mince,,,,, et si certains, comme le site Critikat, déplorent encore que cette œuvre n'ait pas la force ou l'originalité des précédentes de son auteur (ou même de celles qui suivront), la quasi-totalité des articles ne s'attachent qu'aux qualités du film. Il n'y a que Positif, lors d'une rétrospective de l'œuvre de Jerzy Skolimowski au Festival du film de Belfort, pour écrire « [qu']on a beaucoup exagéré l'importance de cet hymne à la vitesse et à l'improvisation, certes plaisant, mais sans conséquence ».
Thierry Jousse, dans les Cahiers du cinéma en 1998, explique cette réévaluation : en 1967, dans le foisonnement de la Nouvelle Vague, la liberté du film pouvait paraître normale, ordinaire. Mais, dans les années 1990, « cette désinvolture virtuose s'est faite bien plus rare, on mesure à quel point elle nous est précieuse… » Comme la plupart des critiques, il souligne la vitesse du film, qui n'a pour lui « rien perdu de sa folle énergie » et vante « l'incroyable légèreté du trait, l'aplomb du geste » de Skolimowski dont il retrouve le « funambulisme aigu, son sens du burlesque, son goût prononcé pour l'incongruité ».
C'est aussi l'avis de Frédéric Bonnaud qui dans  Les Inrockuptibles, lors de la même reprise, écrit que « Le Départ est une somme d’instantanés éclatants » et qu'il est « aussi généreux et inventif que son personnage principal ». Jousse et Bonnaud s'accordent sur les qualités de Jean-Pierre Léaud dont le film capte « les moindres frémissements de la grâce inquiète ». Pour Thierry Jousse tout le jeu, même dans ses extravagances, de l'acteur semble naturel sans qu'on sente jamais la composition : Jean-Pierre Léaud ne joue pas faux comme on peut le prétendre parfois mais il « pulvérise sans forcer les canons de la justesse ». Le critique le compare avec des jazzmen (Ornette Coleman, Gato Barbieri) ou des réalisateurs (Jean Renoir, Wong Kar-wai ou tout simplement Skolimowski) avec qui « non seulement les fausses notes n'existent pas mais leur évocation même n'a plus de sens ».
Il faut noter que dès 1996, Thierry Jousse, aussi critique de jazz, s'enthousiasmait à propos de la bande originale du film qu'il évoquait dans un article sur des ressorties de musiques de Komeda. Il y déclarait qu'à la « mythique » bande originale composée par Herbie Hancock pour le film Blow-Up, réalisé la même année, il préfère celle du Départ, dont il qualifiait déjà le réalisateur de « funambule ». Il s'agit pour lui d'un « film fou et free avec un Jean-Pierre Léaud en pleine forme et un Don Cherry non moins étincelant à la pocket trumpet ». Il juge que « de la magnifique chanson interprétée par Christiane Legrand à quelques virages vers la musique contemporaine en passant par de grands moments de cavale collective c’est sans doute la plus belle bande originale de Komeda, en tout cas la plus complète » et qualifie le film de « grand moment d’exaltation cinématographique et musical ». Il ajoute en 1998 que cette musique est « éperdue et filante, aussi belle et tranchante que celle du Dernier Tango à Paris » dont l'auteur est justement Gato Barbieri, saxophone ténor de la bande originale du Départ.
Lors de la reprise de 2011, Les Inrockuptibles vantent la rapidité, la vivacité et l'aspect ludique du Départ et, l'exploitation se faisant dorénavant en DCP ré-étalonné par son chef opérateur, soulignent qu'il s'agit d'un « film au noir charbonneux et au blanc incandescent ». Le magazine en parle comme d'un « film de ludion », foisonnant d'idées, « vif, brillant, dans la veine Cocteau, Max Jacob, ou Jean Vigo de la Nouvelle Vague ». Le critique se demande, tout comme l'avait fait de Frédéric Bonnaud dans le même magazine treize ans auparavant, ce qu'a pu devenir l'actrice Catherine Duport dont c'est le dernier film et dont il apprécie le jeu.
Toujours en 2011, Jacques Mandelbaum, dans l'article qu'il consacre au Départ dans Le Monde, le replace dans son époque, disant qu'avec ce film Jerzy Skolimowski « allumait le feu qui devait transformer en cendres les utopies des années 60 ». Il le décrit comme « « La Fureur de vivre conduite par Le Mécano de la « General » », un éclat de romantisme noir enrobé de burlesque, un cri de rage qui sourit à la lune » et note que sous l'argument si simple du film, il s'y déploie « en deuxième rideau » une histoire d'amour qui lui confère sa « considérable puissance émotionnelle ».
Pour L'Humanité, le film est « incroyablement neuf, incroyablement jeune » et donne la sensation qu'il est en train d'inventer le burlesque. Au-delà du style (vitesse, tournage dans les rues de Bruxelles avec des regards caméra de passants) le journal en prend pour exemple de cette invention la scène du miroir, sans autre utilité scénaristique sinon celle de permettre à Jean-Pierre Léaud, en passant une jambe de chaque côté du miroir à la verticale, de faire semblant d'avoir deux têtes et d'être suspendu dans le vide. Le journal note une différence avec d'autres films de Jean-Pierre Léaud de la même époque car il est dans Le Départ un « gamin enfin délivré d’angoisses existentielles » qu'il portait dans d'autres œuvres. Mais ce qui fait le charme du film réside aussi, pour ce journal, dans « ce qu’il faut bien appeler une des plus belles scènes d’amour de tout le cinéma », celle où Marc entrevoit un instant le corps de Michèle et où apparait sur son visage « la couleur vive d’un premier émoi, l’éblouissement du premier amour ».

#### En Pologne
En Pologne, bien que le tournage du film ait fait à l'époque l'objet de nombreux reportages dans la presse et malgré son prix à Berlin, il reste relativement inconnu et touche peu de public. En 2012, il semble par exemple qu'il n'y ait jamais fait l'objet d'édition en DVD.
En 2012, la spécialiste du cinéma polonais Ewa Mazierska, auteure d'un livre et de textes sur Skolimowski, écrit qu'il s'agit d'un des meilleurs films de son réalisateur, un film de « pur cinéma », simple plaisir de ce qui est vu et entendu, qui ne s'alourdit d'aucun bagage politique au contraire de nombreux films polonais qui lui sont contemporains tout en étant un document sur la jeunesse de l'époque.

## Avis de Jerzy Skolimowski sur le film et le tournage
Au fil des années, l'avis du réalisateur Jerzy Skolimowski a beaucoup varié concernant Le Départ. En 1968, un an après la sortie, il le qualifie de « film pas sérieux sur un sujet sérieux, ce sujet sérieux étant le contraste entre les choses qu'on fait et les choses qu'on veut faire ».
Il se montre beaucoup plus dur en 1982 dans une interview au magazine Positif, aussi bien sur le jeu des acteurs (il qualifie Catherine Duport de « parfaitement inexistante » et déclare à propos de Léaud qu'il a eu une mauvaise relation avec lui et qu'il ne peut même pas dire que ce qu'il fait dans le film « ce soit jouer ») que sur le film lui-même auquel il tient peu et qu'il qualifie de « film de vacances ». Il estime que sur Le Départ il n'a pas eu l'exigence et la rigueur qu'il a habituellement mais note aussi que c'est peut-être « [son] film le plus plaisant ».
Si Le Départ présente certaines similarités avec le film suivant de Jerzy Skolimowski, Deep End, notamment dans le fait qu'il met en scène un jeune homme et une jeune fille plus mûre que lui, la frustration du personnage masculin vis-à-vis de la société de consommation, l'asservissement à un travail, le réalisateur admet que ces points communs existent « théoriquement » mais que les deux œuvres selon lui de manière essentielle en ce que Deep End traite avant tout d'un crime.
Concernant le jeu de l'acteur, dans les années 1990 le réalisateur explique qu'il ne contrôlait pas totalement le jeu de Jean-Pierre Léaud, mais il déclare aussi en 2013 qu'il s'agit d'une de ses meilleures collaborations avec un acteur.

## Analyse

### Style du film

#### Un film «skolimowskien» sous l'influence de la Nouvelle Vague

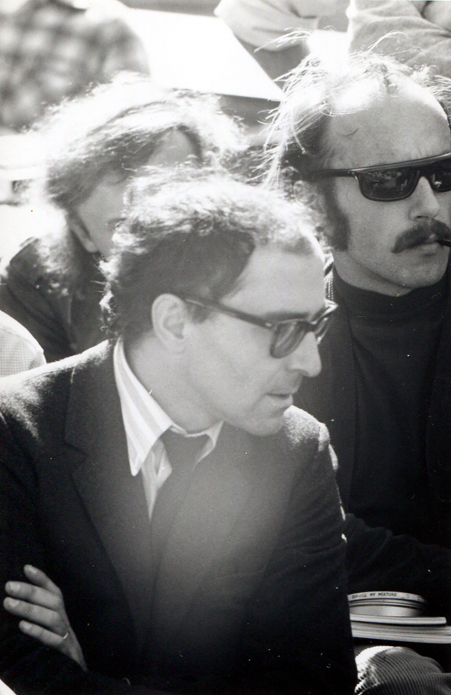
Jean-Luc Godard en 1968.

Ce premier film de Skolimowski hors de Pologne fait la charnière entre sa première période, polonaise, dont on retrouve l'énergie, et les films qu'il tournera en exil, après que Haut les mains ! aura été interdit de sortie en salles. C'est par cette expérience qu'il va apprendre à réaliser dans un environnement qui ne lui est pas familier. Même s'il s'agit d'un film plus drôle et léger que ses précédents, Le Départ est dans la droite ligne de son œuvre polonaise. Il s'y retrouve son sens de la composition des plans et des mouvements de caméra, son originalité dans les choix de cadrage et son habitude du « montage digressif ». Les personnages principaux rappellent ceux de ses films précédents : Marc est un « héros skolimowskien pur jus », immature, obsessionnel et refusant de grandir qui est aidé, comme dans plusieurs de ses autres films, par une jeune fille plus mûre et plus calme,. Comme l'héroïne de La Barrière, elle sait rester impassible quand le personnage principal devient hystérique et elle arrive, elle aussi, à le sortir le  de sa monomanie. On retrouve aussi dans le film le « goût de l'effort physique » de Skolimowski déjà présent dans La Barrière, tout comme son « monde de brocanteurs et de prêteurs sur gage » qu'il fait passer à l'Ouest.
Mais en travaillant en Belgique, la manière de filmer de Jerzy Sklimowski se modifie, en grande partie sous l'influence de la Nouvelle Vague à laquelle le film peut être vu comme une réponse, un « ralliement esthétique » ou un « hommage fraternel ». S'il reste attaché aux règles classiques du langage cinématographique qui lui ont été enseignées à l'École nationale de cinéma de Łódź, le film est très proche de la Nouvelle Vague française : l'image noir et blanc très contrastée y renvoie par exemple immédiatement,  tout comme la chanson du générique, chantée par Christiane Legrand qui interprétait la voix de la mère dans Les Parapluies de Cherbourg de Jacques Demy. Mais ce qui frappe le plus est l'influence de Jean-Luc Godard dont les exemples sont nombreux : non seulement Skolimowski reprend les acteurs et le chef opérateur de Masculin féminin, mais l'utilisation du jazz, le rythme du film, les « bagnoles lancées à toute allure » font penser à une œuvre qui serait entre À bout de souffle et Bande à part. La bagarre dans la rue avec l'autre conducteur où sont insérées des images d'immenses affiches publicitaires pour Simca représentant des automobilistes qui semblent regarder les personnages fait penser à Made in USA et la perruque brune que porte la blonde Michèle dans certaines séquences rappelle Brigitte Bardot qui en en arborait une similaire dans Le Mépris.
La reprise des acteurs de Masculin féminin se fait en développant les personnages qu'ils incarnaient dans le film de Godard, sans les altérer. Ce précédent film avait cinq personnages principaux, et ceux de Catherine Duport et de Jean-Pierre Léaud n'avaient pas de relation vraiment développée. C'était le premier film où Jean-Pierre Léaud avait un personnage d'adulte, et Le Départ va mener cette idée à son terme. Face à lui, Catherine Duport a ici un véritable personnage, plus développé que chez Godard : Jerzy Skolimowski utilise son calme de « grande bourgeoise » pour assurer un contrepoint face à l'hystérie du personnage incarné par Léaud. Il lui ajoute de l'humour, en témoigne la répartie que fait Michèle à Marc qui, venant de se faire mordre par le petit chien de la femme riche dont elle est dame de compagnie lui demande si l'animal a la rage : « Sauf si madame Van de Putte l'a mordu ! » Elle n'aurait pu avoir cette réplique dans Masculin féminin où elle ne cadrerait pas avec son personnage bourgeois.

#### Musique et bande son

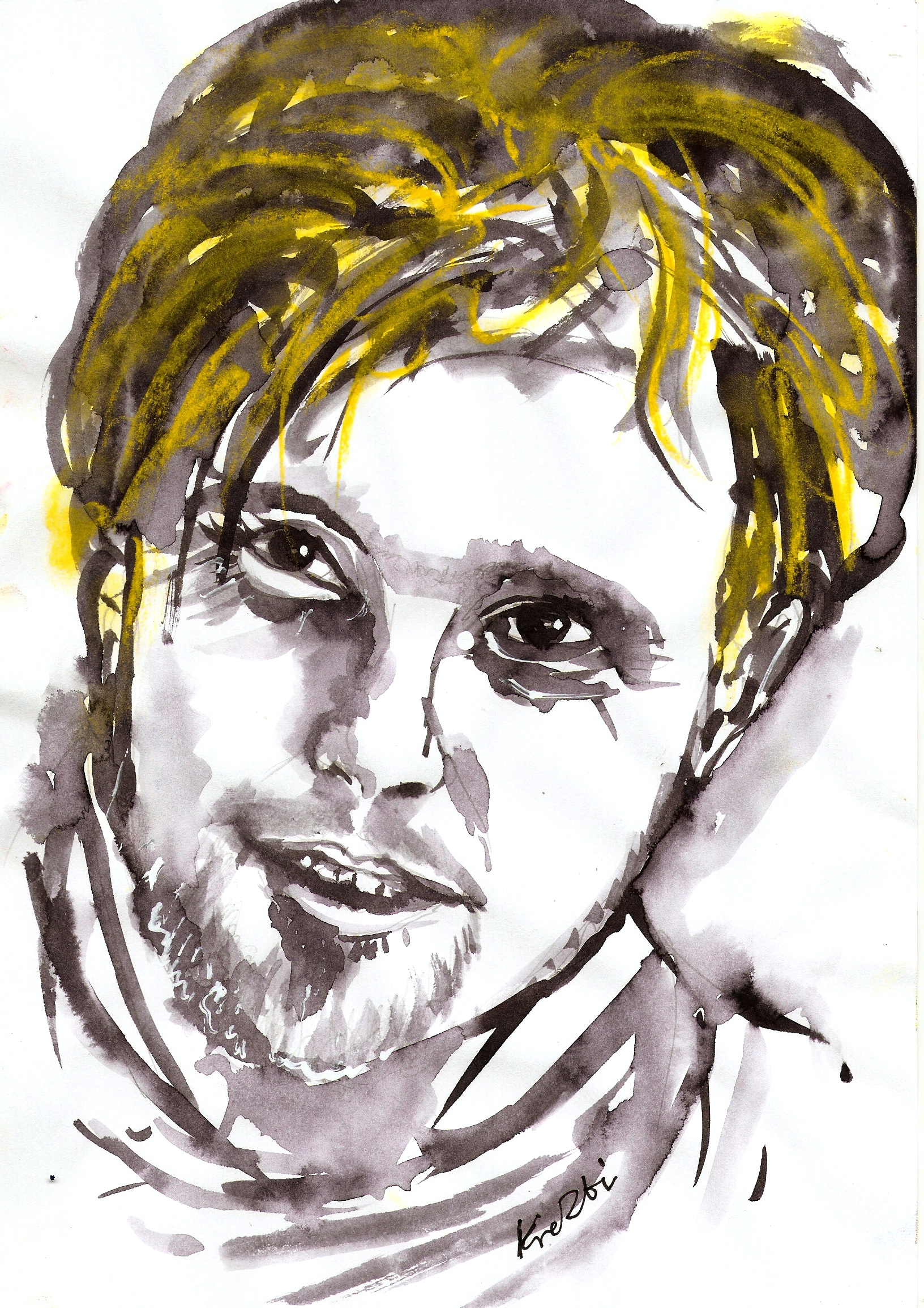
Portrait de Krzysztof Komeda par Zbigniew Kresowaty.

Tout comme le cinéma de Skolimowski, la musique de Komeda est née de la confrontation quotidienne à la violence et à l'incohérence du pouvoir de la Pologne Communiste. Le free jazz qu'il compose pour ce film est plein de « bouffées de rage, […] toujours prêt à détruire par des dissonances un climat sonore trop rassurant, comme s'il fuyait à son tour le confort d'un mortel équilibre ». Dans la conception de Komeda, les bruits (ceux de la ville, ceux qu'émettent les personnages…) doivent être reliés à la musique, la bande son doit former un tout et la musique se révéler « indissociable de l'image ». À l'écoute, ce « tout » n'est pas figé, il reste en mouvement, ne donne pas une impression de maîtrise mais d'équilibre instable ouvert à l'imagination.
La musique est tellement présente que le Départ pourrait être vu comme un test pour savoir jusqu'à quel point un film peut être rempli de musique, : il semble qu'il tomberait en morceaux si on enlevait les compositions de Komeda. La bande originale apporte dans ce film qui fonctionne par scènes indépendantes, une certaine continuité, notamment grâce « à une pulsation rythmique régulière » tout en créant des univers musicaux différents. Elle est tour à tour frénétique ou douce, tout comme le personnage de Marc peut aussi bien se montrer hyperactif ou pensif. Elle peut devenir agressive, symbolisant la « guerre privée » menée par Marc contre ce qui s'oppose à son rêve, comme dans la première séquence de conduite où Marc conduit à vive allure. Dans cette séquence, une de celles où la musique est essentielle, l'image et le son s'accordent : le jazz « ponctué des stridences free de la trompette de Don Cherry » répond à la vitesse de la voiture.
La musique n'est pas là simplement pour illustrer ou apporter un contrepoint aux événements décrits, elle va presque jusqu'à les remplacer : certains passages, y compris « dialogués », sont sans son direct, avec une bande son remplie d'une musique qui empêche d'entendre les dialogues (ceci servant peut-être aussi à pallier les difficultés de communication du réalisateur en français). Seules certaines phrases isolées restent audibles. La séquence de bagarre est rendue plus comique par la musique qui l'amplifie et remplace les mots : cette utilisation montre que la raison de la lutte, savoir qui a raison ou tort, n'a aucune importance. La musique dans cette séquence fonctionne comme des onomatopéed et, dans celle où Marc s'allonge sur les rails de tramway, elle semble hurler.

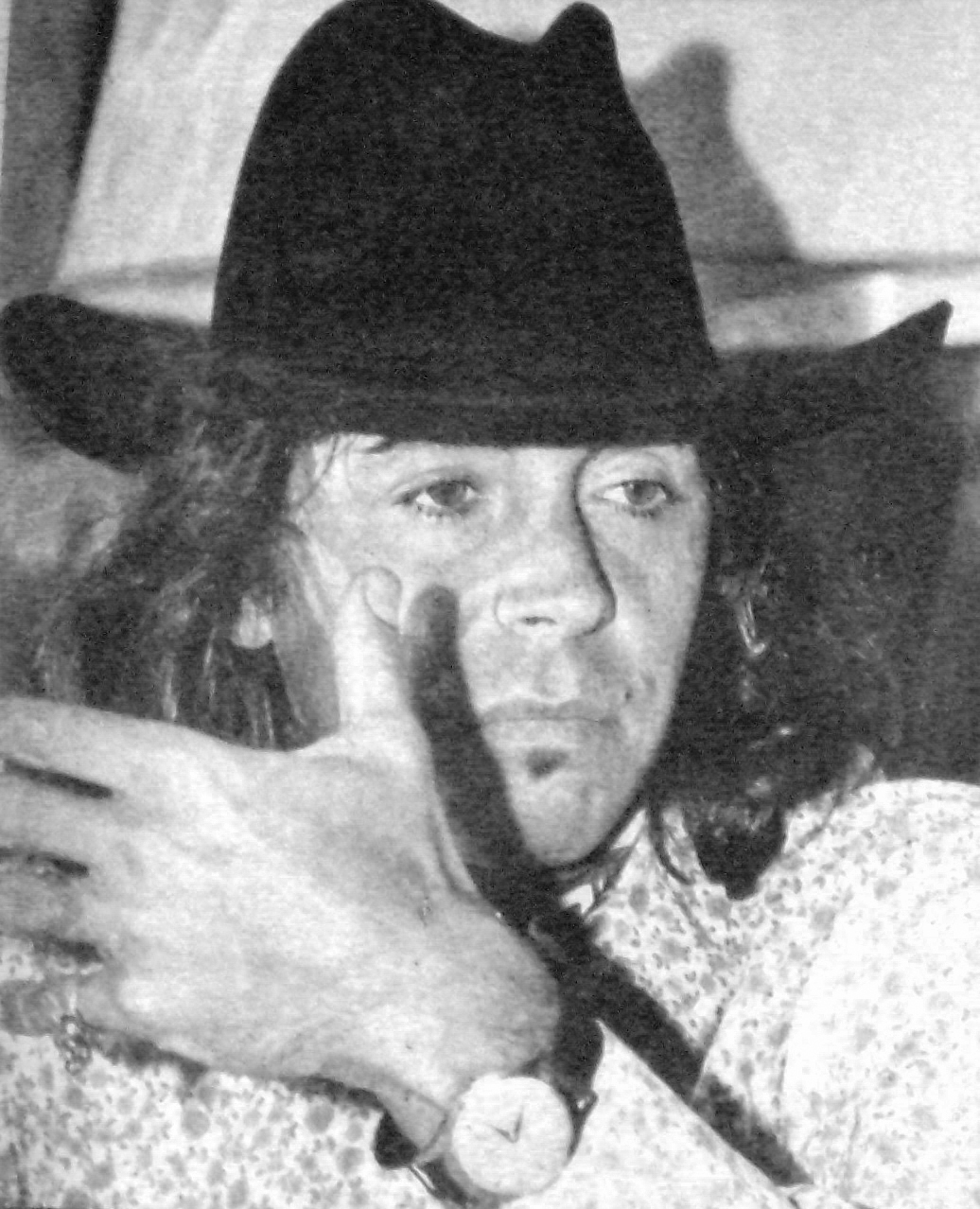
Gato Barbieri, saxophoniste de la bande originale du film.

Komeda fait preuve d'une grande liberté dans sa composition, avec un montage musique jubilatoire, imprévisible, qui ne s'interdit rien et joue aussi bien sur les décalages que sur la synchronisation avec les images. Cette liberté est par exemple particulièrement sensible dans le morceau qui débute sur la séquence du défilé de maillots de bains. D'abord deux phrases se répondent dans un style « fanfare », l'une au saxophone, l'autre jouée à l'archet à la contrebasse. Cette base qui se répète peut disparaître puis revenir sans raison apparente. Puis à certains moments de la séquence cette musique peut changer pour devenir un free jazz extrêmement dissonant, et, alors qu'elle couvrait tout dialogue, disparaître tout à coup pour, dans le silence, laisser Marc dire une phrase dont la voix « prend alors une dimension toute musicale » ou encore laisser seule la contrebasse.
La chanson du film interprétée par Christiane Legrand, intitulée elle aussi le Départ, montre le côté « plus délicat » du personnage principal. La voix de la chanteuse, déjà présente dans Les Parapluies de Cherbourg, évoque même à ceux qui ne comprennent pas le français la tristesse d'un amour impossible. Ses paroles tristes (une longue énumération de tout ce qui fait une vie ponctuée par le refrain « vide toujours, autour de nous, malgré nous, que l'on fuit chaque jour… ») donnent une idée concrète de la solitude de Marc. Au tout début du film, cette chanson semble le faire réagir : il tente en vain de faire démarrer son scooter, puis l'abandonne pour courir dans les rues et aller « emprunter » une Porsche. Son « énergie physique » est la réponse au rythme lent de la chanson et à « l'apparente sérénité du son ». Le thème de la chanson revient dans le film, un peu comme un « thème d'amour », mais un thème d'amour mélancolique. Au salon de l'auto, la chanson revient quand Marc et Michèle sont assis chacun d'un côté d'une voiture automatisée coupée en deux dans le sens de la longueur qui les sépare et les rapproche. L'image matérialise ainsi le vide évoqué par les paroles, tout comme le vide de l'obsession de Marc pour les voitures.

#### Le jeu de Jean-Pierre Léaud

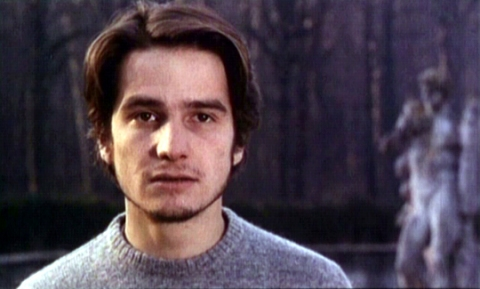
Jean-Pierre Léaud en 1969 dans Porcherie.

Alors qu'il jouait lui-même le personnage principal dans ses deux premiers films, Jerzy Skolimowski fait ici de Jean-Pierre Léaud, acteur de François Truffaut et de Jean-Luc Godard, son « alter-ego ». Le film est construit entièrement pour Léaud, bien plus qu'aucun des films précédents de l'acteur, « pour ses possibilités, ses tics, ses réactions ». Son jeu est en accord avec le rythme du montage et avec les audaces de la musique free jazz de Komeda dont il amplifie la liberté et les fulgurances. 

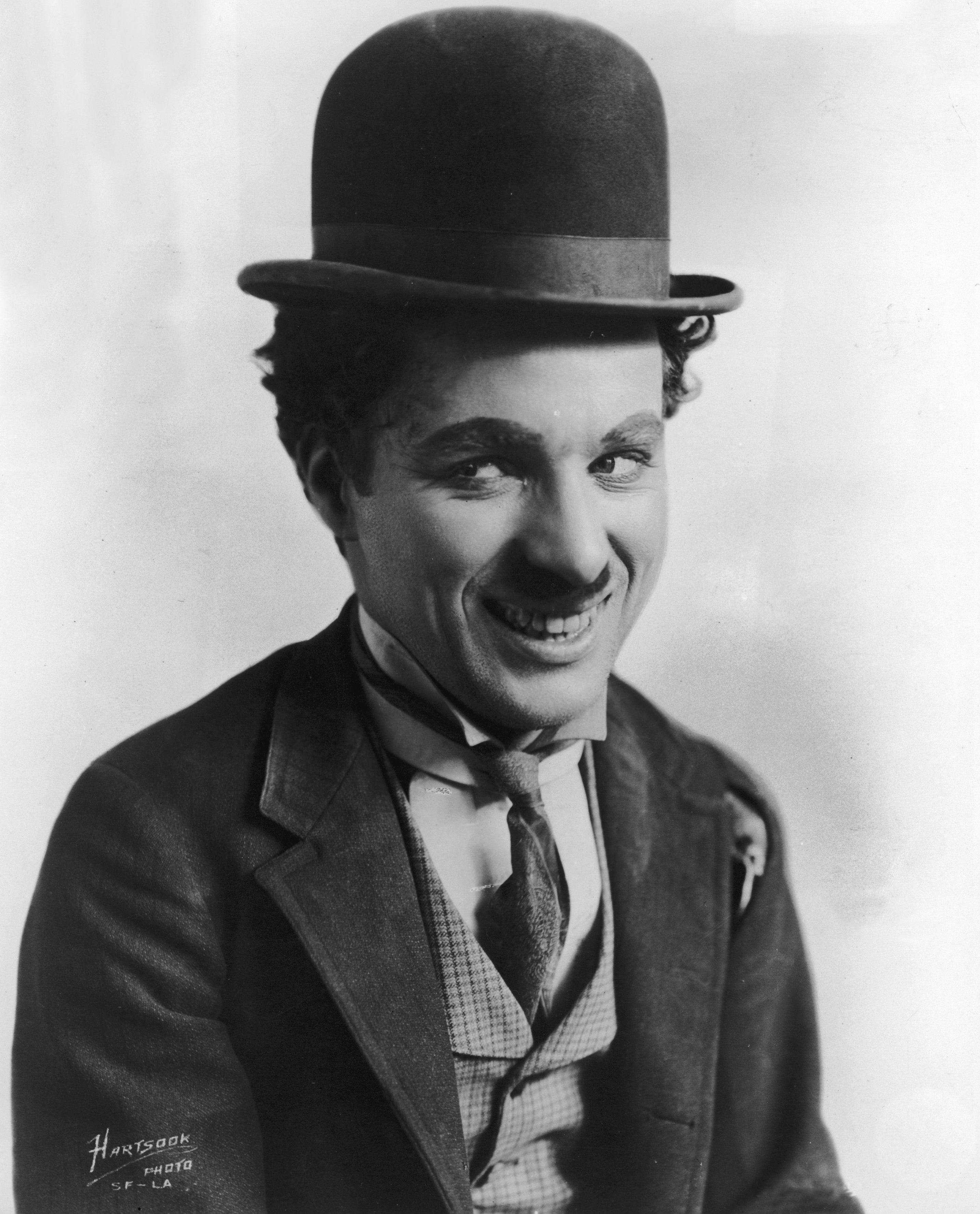
Charlie Chaplin, acteur burlesque dans la tradition de qui se place le jeu de Léaud.

Léaud se place dans la tradition des grands acteurs burlesques, tels que de Buster Keaton avec par exemple le gag faux suicide, quand il s'allonge sur les rails devant un tramway qui l'évite en tournant sur un embranchement au dernier moment ; ou dans la lignée de Charlie Chaplin, avec un personnage « aussi fort » que celui de ses courts-métrages, référence sensible par exemple lorsque Léaud prend la pomme d'un enfant dans une poussette, à l'insu de la mère, croque dedans puis la rend à l'enfant.
Le fait que beaucoup de scènes n'aient que de la musique pour bande son renforce cette inscription dans la tradition du cinéma muet, mais, même dans les séquences dialoguées, Léaud reste intensément « physique, ». Son personnage est soumis à de brusques sautes d'humeur, il passe d'un jeu calme à des cris et des gestes violents qu'on ne lui connaissait pas dans ses précédents rôles. Jacques Aumont se plaint même de découvrir dans son jeu « une certaine brusquerie virile jusqu'alors inconnue chez lui ». Souvent déstabilisé par Skolimowski, l'acteur regarde plusieurs fois la caméra, surpris par ce qui vient de se passer ou riant devant une situation drôle, le réalisateur sachant ménager des moments d'imprévu ou d'incertitude sur le tournage. Le corps de l'acteur semble toujours « à l'étroit » dans l'image, et son énergie, associée au montage rythmé et à la musique, permet de transmettre une sensation de « spontanéité » et de « volonté de vivre l'instant présent ». L'aspect physique du rôle se ressent bien sûr dans les scènes de bagarre mais aussi à chaque fois qu'il surgit brusquement dans le cadre. Avec des gestes « aussi excessifs que ceux du burlesques », l'acteur ne cesse de partir dans tous les sens et de modifier brusquement sa direction ou sa vitesse. Il joue avec toutes les parties son corps :  il transforme sa voix, fait semblant de s'être tranché la gorge, demande à son ami de le frapper jusqu'à ce que son nez saigne, perce réellement son bras avec une épingle à nourrice. Il arrive même, simplement avec ses yeux, à faire imaginer le hors-champ dans la séquence où la cliente du salon de coiffure pratique sur lui une fellation sans qu'il s'y attende. C'est par son regard que dans ce plan-poitrine que, sur une « malicieuse musique », le spectateur comprend que la cliente est descendue vers son sexe, et c'est simplement grâce à ses yeux et à son expression qu'il imagine l'acte qu'elle est en train de faire.  Ce jeu physique fait de ce personnage une « réalité tangible » dans un monde qui n'est qu'indifférence.

#### Rythme et poésie
Il s'agit d'un film léger, sans enjeu politique ni recherche esthétique forte. Ce qui compte ici n'est pas l'histoire, très simple, mais le rythme, particulièrement soutenu dans la majeure partie du film jusqu'au retour dans le salon de coiffure : les critiques parlent de « course folle », de « folle énergie », de « fuite contre le temps, une trajectoire sans destination », de film « en roue libre » qui va « sur les chapeaux de roue ». Cette rapidité est renforcée par le filmage en caméra à l'épaule. Le rythme est à la base du film, c'est le principe du montage, comme s'il s'agissait d'abord d'une forme dans laquelle aurait été rajouté un contenu, c'est-à-dire une histoire et des personnages. Ainsi les raisons des échecs de Marc quand ils s'efforce de trouver une voiture ne sont parfois pas très clairs. Ce rythme n'est pas continu, tout comme celui d'une voiture : plus ou moins fluide selon les moments, il se modifie brusquement, connait des accélérations, des « changements de vitesse » ou même des « dérapages contrôlés ». Un exemple de ces variations est celui des trajets effectués par Marc à travers la ville : le spectateur ne peut se faire une idée des distances, de là où se situent les lieux les uns par rapport aux autres car les trajets sont allongés ou brutalement écourtés.
L'histoire fonctionne par « ricochets », tout élément du film pouvant l'infléchir, la faire dévier, suspendre son rythme ou créer une rupture. Le flot du film est souvent interrompu par des moments poétiques. La séquence de la voiture coupée où sont assis Michèle et Marc dans le salon de l'auto et sur laquelle revient la chanson chantée par Michèle Legrand en est une,, tout comme la scène du miroir. Cette scène ne raconte qu'un acte extrêmement simple (Marc et Michèle portent un miroir dans la rue), mais tous les jeux possibles autour de l'objet viennent la nourrir. Un autre arrêt est la séquence où les jeunes gens sont enfermés dans un coffre au salon de l'auto et s'y disputent : « cet instant d'éternelle proximité où un garçon et une fille découvrent l'amour et ses scènes de ménage, enfermés dans un coffre à bagages ». Les personnages doivent bouger le moins possible afin de pas être découverts, et cette immobilité forcée tranche sur les grandes traversées de la ville qu'effectue Marc. Cette scène d'arrêt permet de mieux découvrir les personnages : Marc qui cache sous son agressivité et ses insultes l'insécurité qu'il ressent face à Michèle qui est à la fois fascinée et irritée par l'attitude du jeune homme.
Le Départ comporte aussi des passages qui renvoient au cinéma muet ou à la comédie musicale et des moments incongrus et drôles : une saucisse mise dans un pot d'échappement, Marc qui s'amuse à enfoncer une épingle à nourrice dans son coude, utilise une clé à molette comme casse-noix ou invente avec son ami une langue dans la séquence du Maharadjah. Cette poésie n'est pas préparée, elle est inventée à partir de ce qu'offre la réalité, ce qui explique finalement que Skolimowski sache faire un film dans des conditions aussi simples. Il invente « une fantaisie spontanée à partir de ce qui s'offre à lui, sans hiérarchie entre le jeu et la tragédie, l'enfantin et le sublime ». L'irrationnel était déjà présent dans les premiers films de Skolimowski mais ici les parenthèses oniriques sont souvent plus humoristiques. L'humour du film est un « comique réaliste » qui s'exerce non pas à l'encontre de Marc mais des autres personnages : Skolimowski regarde avec une certaine tendresse ce personnage assez à distance de lui (ce n'est pas un intellectuel, il est plus jeune, vit dans un autre pays que le réalisateur).

#### Rêve et réel
Le scénario, écrit de manière très fractionnée, forme une succession de séquences qui pourraient se suffire à elles-mêmes, comme dans un film à sketches, sans scènes de liaison. Un spectateur peut revoir de nombreuses fois Le Départ sans jamais s'attendre à la scène ou au plan suivants car tout ce qui arrive dans ce film, aussi bien dans la mise en scène que dans le scénario, ne découle « [d']un enchaînement prévisible » ; il n'y a pas de logique du récit comme dans une narration classique. Le réalisateur sait à merveille faire disparaître ce qui peut sembler prémédité. Skolimowski semble simplement décrire des actions et le ton léger du film fait que ses éléments « s'affirment avec évidence ». Les événements relatés, « indépendants de la psychologie et de l'intrigue », apparaissent tels qu'ils sont, sans explication, « plus abrupts [et] plus crus », ce qui les dote d'une force qu'ils n'auraient pas s'ils étaient amenés par des suites de causes et de conséquences. Le réalisateur ne cherche pas à montrer comment doivent être interprétés les événements qu'il décrit mais les envoie au spectateur avec toutes les significations et les interprétations qu'ils peuvent porter, sans en privilégier aucun : 

« Skolimowski est celui qui dit : voilà un personnage, si je le filme de loin c'est de la comédie musicale, de plus près c'est du mélodrame, d'encore plus près c'est du cinéma vérité. Tout est vrai. Que chacun choisisse ce qui lui convient. Moi je choisis tout. »

Ce qui compte, c'est l'étrangeté de choses auxquelles nous sommes pourtant habitués et qui nous fait douter de reconnaître des lieux ou des choses pourtant connus (comme la place de Brouckère que le critique Serge Daney dit ne pas reconnaître) et « de ne même plus savoir si ce monde est fait à notre usage ». Selon Michel Ciment, il « oscille […] entre le réel, le masque et le rêvé tout en sauvegardant les apparences d'un donné immédiat ». S'il ressemble à un rêve, c'est plutôt un cauchemar, qui « piétine ». Cette mise en scène rend palpable le « moi le plus profond » du personnage car l'absence de repères met en valeur la détresse qu'il éprouve à ne pas avoir de véritable but dans sa vie.

### Thèmes du film

#### La jeunesse

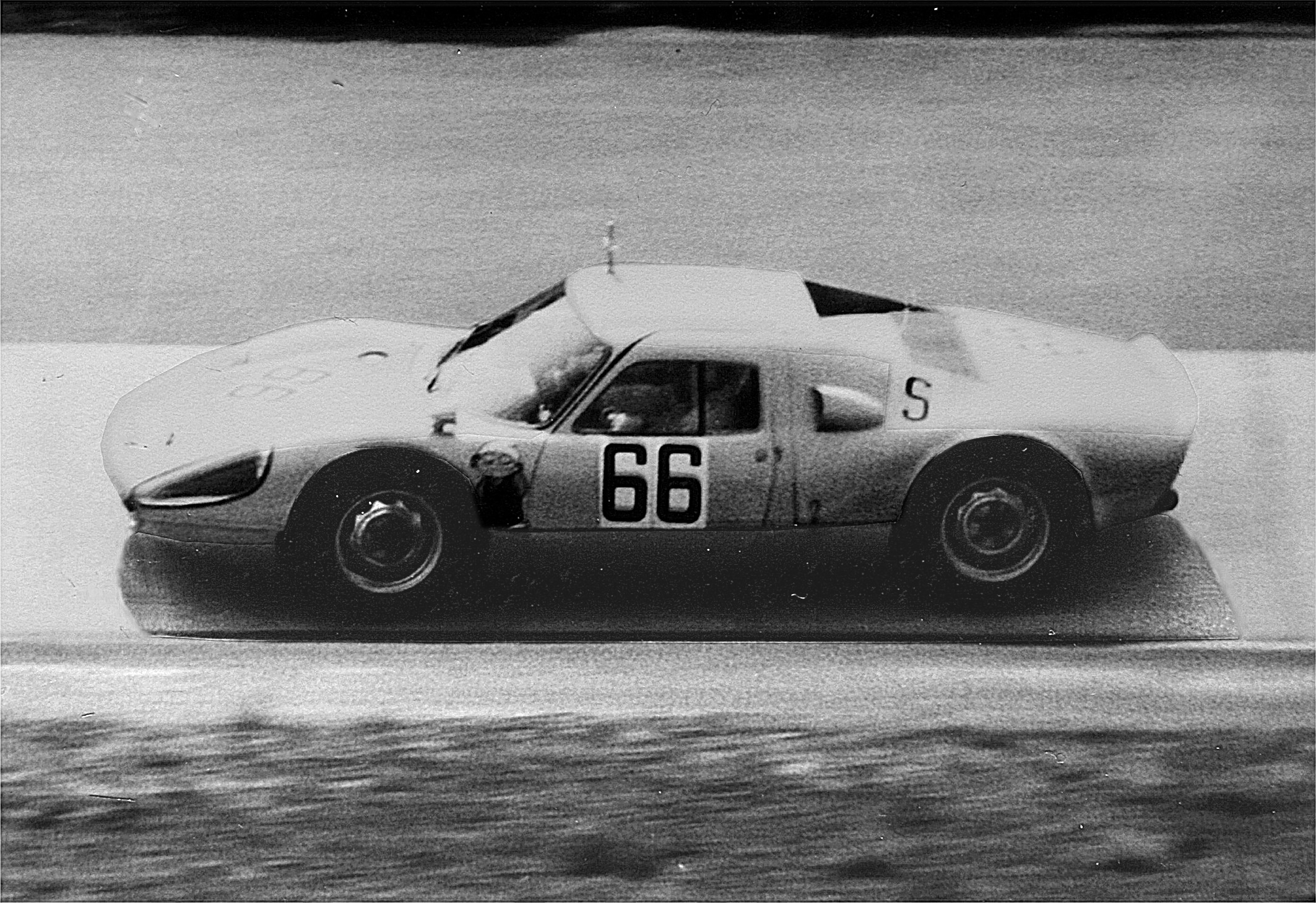
Une Porsche 904 conduite par Paul Frère en 1966 lors des 1000 km du Nürburgring.

Le Départ est un film sur la jeunesse, sa rapidité, ses erreurs. C'est un thème de prédilection de Skolimowski qui l'a déjà abordé dans sa trilogie polonaise constituée de Signe particulier : néant, Walkower et La Barrière. Il y qui montrait « l’étouffement et le dégoût » des jeunes dans les années 1960. Il voit à cette époque très négativement les périodes de la vie plus adultes, estimant ne connaître aucune personne raisonnable de plus de 40 ans et déclarant que la première partie de la vie est comme une entrée et la seconde comme une sortie.
Avoir un héros jeune est aussi un avantage pour ce réalisateur polonais car c'est ainsi un héros qui n'a pas d'histoire, ce qui lui permet de combler son manque de connaissance du pays où il tourne : « les jeunes gens peuvent être regardés comme des immigrants même dans la culture où ils sont nés ». Mais dans ce film, l'opposition entre la jeunesse et les générations plus âgées est plus marquée que dans ses films précédents comme en témoignent plusieurs exemples. Les personnages plus âgés sont « arrivés, casés » comme le patron du salon de coiffure, tandis que les jeunes gens semblent errer. La cliente qui essaye d'acheter Marc matérialise ses limites morales : il ferait « presque tout » pour avoir une voiture, mais il n'ira pas totalement jusqu'à se prostituer. Elle est, comme des personnages d'autres films de Skolimowski, une femme mûre qui traite un adolescent comme un enfant pour mieux le posséder, se comportant elle-même de manière immature. La scène avec Paul Frère, le champion automobile, à qui Marc demande de le conseiller et de lui raconter le début de sa carrière, témoigne de l'impossible communication entre les générations : le champion ne sait lui faire qu'une réponse polie mais inutile, il ne peut pas l'aider, il ne se souvient pas de ses débuts. Les voitures ne sont d'ailleurs pas faites pour les personnes plus âgées, comme le montre la mort du vieux monsieur au salon de l'auto.
Dans ce film, l'adolescence peut être vue comme la lutte « d'un corps inachevé et inquiet contre la forme que cherche à lui faire prendre la société adulte ». C'est pourquoi le jeu de Léaud est aussi physique : il incarne ce combat. Dès les premières images du film, il est dépersonnalisé : en enfilant longuement un pull à col roulé noir dont sa tête n'est pas encore sortie, il a l'air d'un homme sans tête. Marc ne cesse de bouger et aime conduire rapidement car il déteste l'endroit et l'époque où il se trouve. Son but n'est pas d'ailleurs pas de posséder une voiture mais qu'elle lui permette de quitter son emploi afin de s'écarter d'une identité fixée par d'autres, celle du garçon-coiffeur. Dans ce travail, il se montre obséquieux, il change sa voix et joue un « rôle » comme il le dit à Michèle lorsqu'il se parodie devant elle. Il pense être un coureur talentueux et imagine que la course devrait lui permettre d'être reconnu à sa juste valeur et d'être enfin considéré comme un homme. La course est un « but dérisoire », comme tout ce que la société des années 1960 a à offrir  à son énergie. Le film parle de la jeunesse de son époque, il est d'ailleurs un des rares qui y fasse le portrait d'un « adolescent moderne ». Selon Jean Collet, à l'image de sa génération, Marc doit « « gagner sa vie. » Autrement dit la perdre ». Comme les autres jeunes gens de son époque, il « piaffe d'impatience devant les obstacles qui s'opposent à ses rêves et […] est [prêt] à tout pour accomplir ses idéaux ». Le Départ est en cela un film qui rend compte de son époque, l'année 1967, ce que Jacques Mandelbaum décrit ainsi en 2011 : avec ce film « Jerzy Skolimowski allumait le feu qui devait transformer en cendres les utopies des années 60 ».

#### La société de consommation

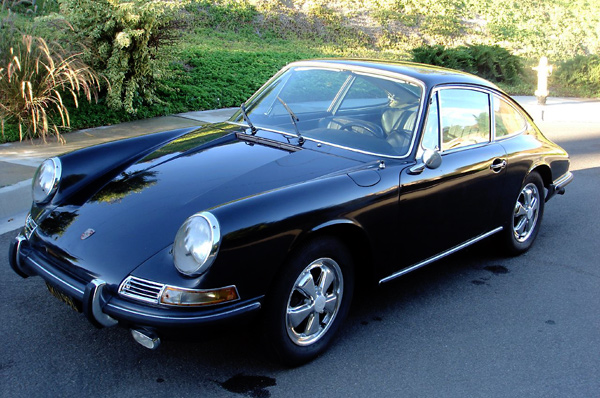
Une Porsche 911 S.

Ce personnage de jeune homme est confronté à la société de consommation et aux dérèglements qu'elle engendre, un thème sur lequel Jerzy Skolimowski a déjà travaillé. La voiture est pour ce réalisateur, en Pologne, « une singularisation particulière de la propriété » : puisque les héros du Couteau dans l'eau (film dont il a écrit le scénario), de La Barrière ou du Départ n'ont rien, il est normal qu'ils souhaitent posséder quelque chose. Leur jeunesse fera que ce sera plutôt une voiture qu'une maison, car ils sont à un âge où l'endroit où on dort ne compte pas. Ce thème s'aiguise à l'Ouest, où Marc, tout comme le héros de Deep End par la suite, semble vivre dans un « désert culturel et idéologique », ce qui est peut-être une conséquence de la propagande polonaise qui affirme que les jeunes de l'Ouest ne s'intéressent qu'à l'argent et à ce qu'il peut offrir. Il n'est d'ailleurs pas indifférent que Skolimowski choisisse ici de traiter du sport automobile, au contraire de La Barrière dont le héros était boxeur. Ici, l'argent est prépondérant : « pas d'argent, pas de voiture, pas de victoire ». Marc, toujours comme le héros de Deep End, se définit donc par sa capacité à consommer. Sa place dans la société est ainsi dépendante de son moyen de transport : il n'aime pas son scooter, véhicule de pauvre, il lui donne des coups s'il ne démarre pas et n'hésite pas à l'abandonner ou le vendre. Au contraire la voiture est le symbole de la société à laquelle il aimerait appartenir, une manière de prendre sa revanche sur sa condition de subalterne, la possibilité d'être son propre maître. Être au volant d'une Porsche lui permet d'être l'égal de ceux qui ont de l'argent, comme le symbolise la scène où, avec son ami, ils se font passer pour un maharadjah et son secrétaire.
À cette vision de la volonté de propriété venue de Pologne s'ajoutent les signes de la société de consommation que découvre Skolimowski à l'Ouest et qui semblent le fasciner : « les bourgeoises emperruquées, les défilés de mode et les salons de l’auto ». Dans cette société, les êtres humains deviennent eux-mêmes des objets possédant une valeur marchande : les femmes du défilé en maillot de bain sont montrées comme les voitures du salon de l'auto, la cliente du salon de coiffure essaye clairement d'acheter Marc. Lui-même traite  Michèle comme un objet pendant la majeure partie du film : il l'utilise, ne lui donnant par exemple rendez-vous que pour avoir une complice pour voler des objets au salon de l'auto. Les personnages sont prisonniers des choses, « englués dans la matière », freinés et aliénés par les objets. L'immense miroir que Michèle et Marc transportent dans la rue est un symbole de cet emprisonnement : « image terrible d'un objet qui encombre et qui est vide pourtant, et qui enferme en lui-même celui qui s'y frotte ». La voiture coupée du salon de l'auto, qui sépare et rapproche le couple, rend visible entre eux le vide de l'obsession du jeune homme pour les automobiles,.
Il est possible de voir un aspect sexuel dans la volonté qu'a Marc de posséder une voiture. C'est la thèse développée par la spécialiste du cinéma polonais Ewa Mazierska : Marc aime toucher les voitures, Ewa Mazierska note qu'il caresse celle avec laquelle il vient de s'entraîner au début du film. Dans son dialogue avec la cliente qu'il shampouine, au début du film, lors qu'elle lui demande d'une voix pleine de sous-entendus, à quoi il pense quand il s'occupe d'elle, il commence par répondre « à ma maman ». Puis, après qu'elle a marqué sa désapprobation, il lui affirme qu'il pense en permanence aux voitures, ce à quoi elle répond qu'elle préfère ça. Il y a donc un lien dans le film entre l'idée d'une relation sexuelle et la conduite ou la possession d'une voiture. C'est aussi ce que note Howard Thompson pour qui Marc « sublime sa pulsion sexuelle dans son affection pour les voitures, ». Néanmoins, dans une interview de 1968, Jerzy Skolimowski déclare que pour lui le lien entre Marc et la voiture est plutôt une relation « concrète » : « il utilise les voitures comme véhicule, il ne les embrasse pas, ». Il faut aussi remarquer que dans les premières scènes ce n'est visiblement pas Marc qui caresse la voiture, mais l'ami avec qui il l'a conduite qui passe sa main dessus pour vérifier qu'elle a été bien nettoyée.

### La dernière partie du film: un style différent pour le passage à l'âge adulte

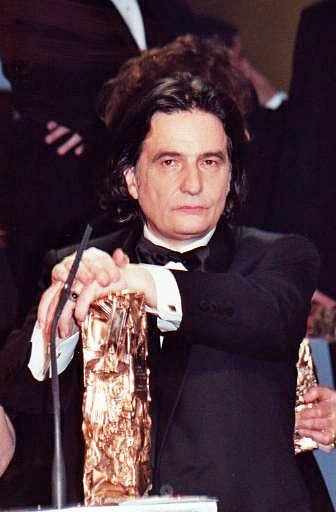
Jean-Pierre Léaud (ici à la cérémonie des César en 2000) a connu un de ses premiers rôles d'adulte avec Le Départ.

Si Le Départ traite de la jeunesse, ce qu'il aborde, dans sa dernière partie, c'est la fin de cette période et le basculement vers l'âge adulte. C'est d'ailleurs parce que Marc sentait que cette période de sa vie était en train de se consumer qu'il a tenté de la vivre avec toute l'agitation et la frénésie possibles marchant « la tête haute au naufrage de sa jeunesse » dans la majeure partie du film. Le dernier quart d'heure, plus calme et maîtrisé, tranche aussi bien stylistiquement que narrativement, sur le reste de l'œuvre, se teintant de « mélancolie rimbaldienne ». L'agitation, le rythme soutenu qui étaient là précédemment s'apaisent quand Marc se rend au salon de coiffure avec Michèle, persuadé qu'il n'arrivera plus à se procurer une voiture. Cet ralentissement du mouvement aboutira, au tout dernier plan du film, à une véritable immobilité de Marc dont l'image du visage se fige. C'est cette partie plus calme qui fait naître ce que Jacques Mandelbaum appelle la « considérable puissance émotionnelle » du Départ. Le passage à l'âge adulte imprime au film son changement de rythme : « Le temps de la fougueuse immaturité, de la si belle irresponsabilité est déjà passé. L'heure de l'âge adulte, d'un cinéma responsable, coupable même, lourd de significations, a sonné comme un glas. » Le film n'a plus l'air d'un rêve, l'amour le charge de réalité : « l'amour n'est pas un rêve. Il est de l'autre côté du rêve ». 
Dans cette partie, les personnages de Marc et de Michèle apparaissent différents de ce qu'ils étaient auparavant au spectateur. Au salon de coiffure, dans une séquence très émouvante, le jeune homme récite devant Michèle son « rôle » de garçon coiffeur, il lui montre son « costume », ce qui fait de lui un objet. À l'hôtel, la maladresse des jeunes gens témoigne de toute la difficulté qu'ils ont à être ensemble.  La gêne du couple est matérialisée par l'espace qu'ils gardent entre eux lorsqu'ils sont sur le lit. Marc ne cesse de parler du rallye pour cacher sa timidité. Michèle, pour sa part, qui a été si discrète pendant le reste du film (« la petite fille à l'imperméable blanc, frileuse et muette ») prend véritablement sa place face à Marc. Lorsqu'elle montre le diaporama, elle semble d'ailleurs parler non seulement du personnage de Michèle, mais aussi de l'actrice Catherine Duport qui l'incarne et dont c'est le dernier film. Elle cesse d'être un objet aux yeux de Marc : elle a fini par « apprivoiser [cet] enfant prisonnier de ses jouets ». De diapositive en diapositive, elle passe d'enfant à adolescente, puis le spectateur voit son visage brûler sur la première diapositive où elle est adulte,. Lorsque l'image figée du visage de Marc brûle sur le dernier plan du film, c'est que lui aussi est arrivé à un autre âge de sa vie,. Il  a vu la puérilité de son rêve de voitures, il a appris à distinguer l'essentiel, il est soudain devenu adulte. Le « départ » du titre n'est pas celui de la course, mais celui vers l'amour et une autre période de la vie.
La toute fin, où Michèle se réveille et découvre que Marc n'est pas allé participer au rallye, est interprétée dans la presse et les livres qui traitent du film de deux façons différentes. La première hypothèse est qu'il ne s'est pas réveillé, comme le pense Michèle. C'est l'interprétation qu'en font Serge Daney ou Ewa Mazierska. Cette dernière, qui lie la voiture à la sexualité de Marc, voit en conséquence ce personnage comme quelqu'un qui « ne peut profiter ni d'une voiture ni d'une femme » et perd les deux. Il s'agit pour elle d'une fin « morale ».

L'autre interprétation est celle où Marc choisit de rester auprès de Michèle plutôt que d'aller concourir. Elle se trouve dans plusieurs analyses du film : c'est celle de Michael Walker ainsi que de Frédéric Bonnaud dans Les Inrockuptibles : 

« Le Départ maîtrise sa fougue poétique pour montrer comment un petit garçon change de désir, comment il préfère regarder dormir une grande fille plutôt que conduire une petite voiture. Le film se termine quand les vrais ennuis commencent. »

 C'est aussi celle de Jacques Mandelbaum pour qui le film montre au spectateur un personnage qui abandonne son rêve de course automobile pour l'amour d'une femme. Et c'est enfin l'interprétation de Skolimowski lui-même : « S'il avait vraiment dormi, il se serait réveillé en poussant des cris. C'est très évident, il n'a pas dormi. »

## Sortie vidéo
Le film sort en DVD le 15 septembre 2020 édité par Malavida.